# Grand-Fougeray
Ne pas confondre la commune du Grand-Fougeray avec celle de Le Petit-Fougeray, toutes les deux situées en Ille-et-Vilaine.
Grand-Fougeray est une commune française située dans le département d'Ille-et-Vilaine, en région Bretagne.
La commune a été labellisée Village étape en 2010.

## Géographie

### Communes limitrophes
|                          | La Noë-Blanche |               |
| Sainte-Anne-sur-Vilaine  | Grand-Fougeray | La Dominelais |
| Pierric Loire-Atlantique |                | Mouais        |

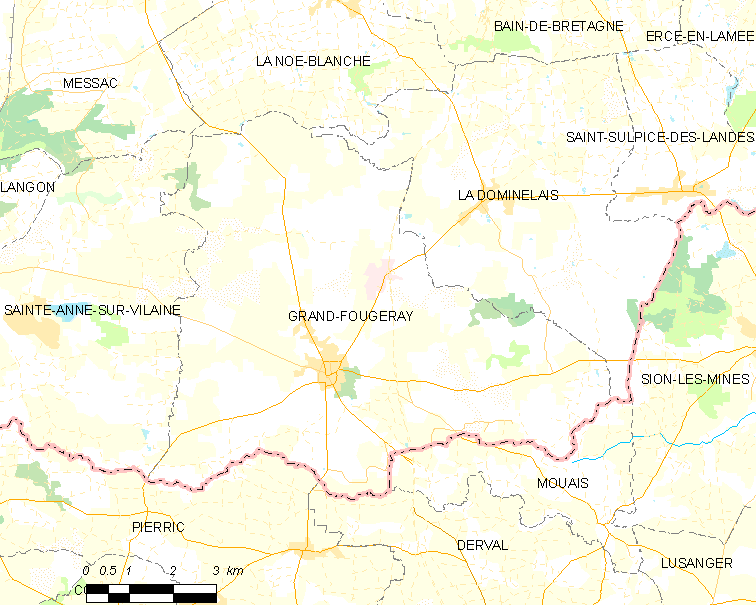
Carte de la commune du Grand-Fougeray et des communes avoisinantes.

Grand-Fougeray est à la limite sud-est de la région Bretagne (avec la région Pays de Loire et à la limite sud du département d'Ille-et-Vilaine ()avec la Loire-Atlantique.

### Relief et hydrographie
Les altitudes vont de 92 mètres pour le point le plus élevé, situé dans l'extrême nord du finage communal, à 3 mètres dans l'angle sud-ouest de la commune, dans la vallée de la Chère, à l'endroit où cette rivière quitte le territoire communal. Le bourg, en situation relativement centrale dans la commune, est vers une cinquantaine de mètres d'altitude.

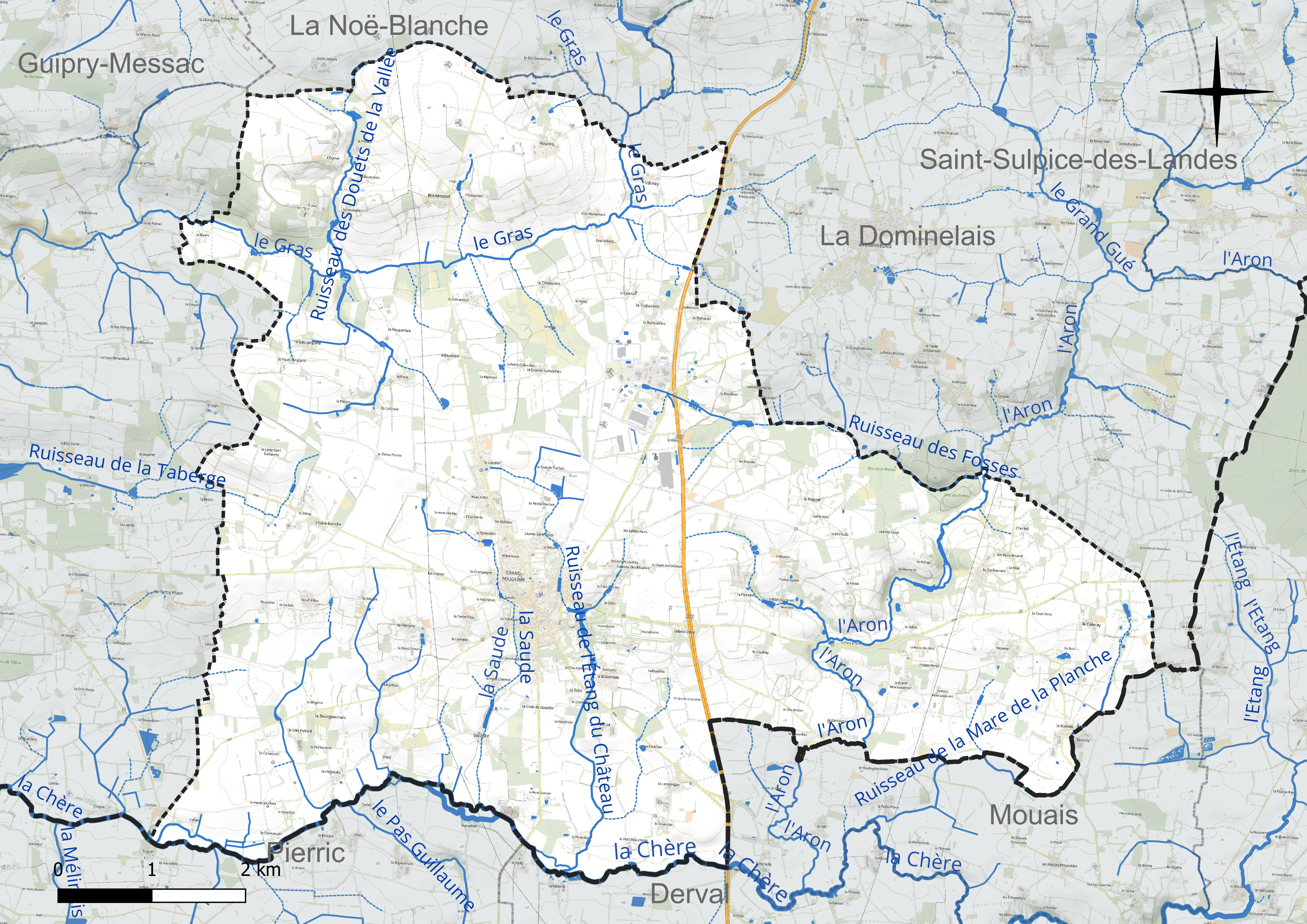
Carte du réseau hydrographique de la commune du Grand-Fougeray

Le réseau hydrographique est constitué d'affluents de rive gauche du fleuve côtier Vilaine : le principal est la Chère, qui sert de limite départementale entre l'Ille-et-Vilaine et la Loire-Atlantique et de limite communale entre Grand-Fougeray d'une part, Derval et Pierric d'autre part ; plusieurs de ses propres affluents drainent le partie sud de la commune : l'Aron, le Ruisseau de l'Étang du Château et la Saude sont les principaux.
La partie nord de la commune fait partie du bassin hydrographique du Ruisseau de Gras, un modeste affluent de la rive gauche de la Vilaine, qui porte dans sa partie aval le nom de Ruisseau de Gras Painel (dans sa traversée de la commune de Sainte-Anne-sur-Vilaine) ; il reçoit les eaux de deux petits affluents, du Ruisseau des Douets de la Vallée (qui sert même un moment dans sa partie amont de limite communale avec Guipry-Messac) sur sa rive droite et du Ruisseau du Plessis sur sa rive gauche. Le ruisseau de Taberge, qui alimente l'étang du même nom (en Sainte-Anne-sur-Vilaine) et qui est aussi un très modeste affluent de la Vilaine, a sa source dans la partie ouest de la commune.

### Géologie

Carte géologique du Massif armoricain.

La commune est localisée dans le domaine centre armoricain, unité géologique du Massif armoricain. Le territoire fait partie du synclinorium de Martigné-Ferchaud (« synclinaux du sud de Rennes »). Son sous-sol est formé par le grès armoricain (façonné en moellons présentant des rides de plage sur la muraille de la tour du Guesclin), limité au nord et au sud par les schistes d'Angers

### Hydrographie
Pour un article plus général, voir Réseau hydrographique d'Ille-et-Vilaine.
La commune est située dans le bassin Loire-Bretagne. Elle est drainée par la Chère, l'Aron, le Gras, la Renoulière, l'Étang du Château, la Planche, la Saude, le Plessis, le ruisseau de la Primaudais, le ruisseau de la Taberge, le ruisseau des Douets rouges, les Douets de Vallée et les Fosses, et un autre petit cours d'eau,.
La Chère, d'une longueur de 65 km, prend sa source dans la commune de Soudan et se jette  dans la Vilaine à Pierric, après avoir traversé dix communes. 

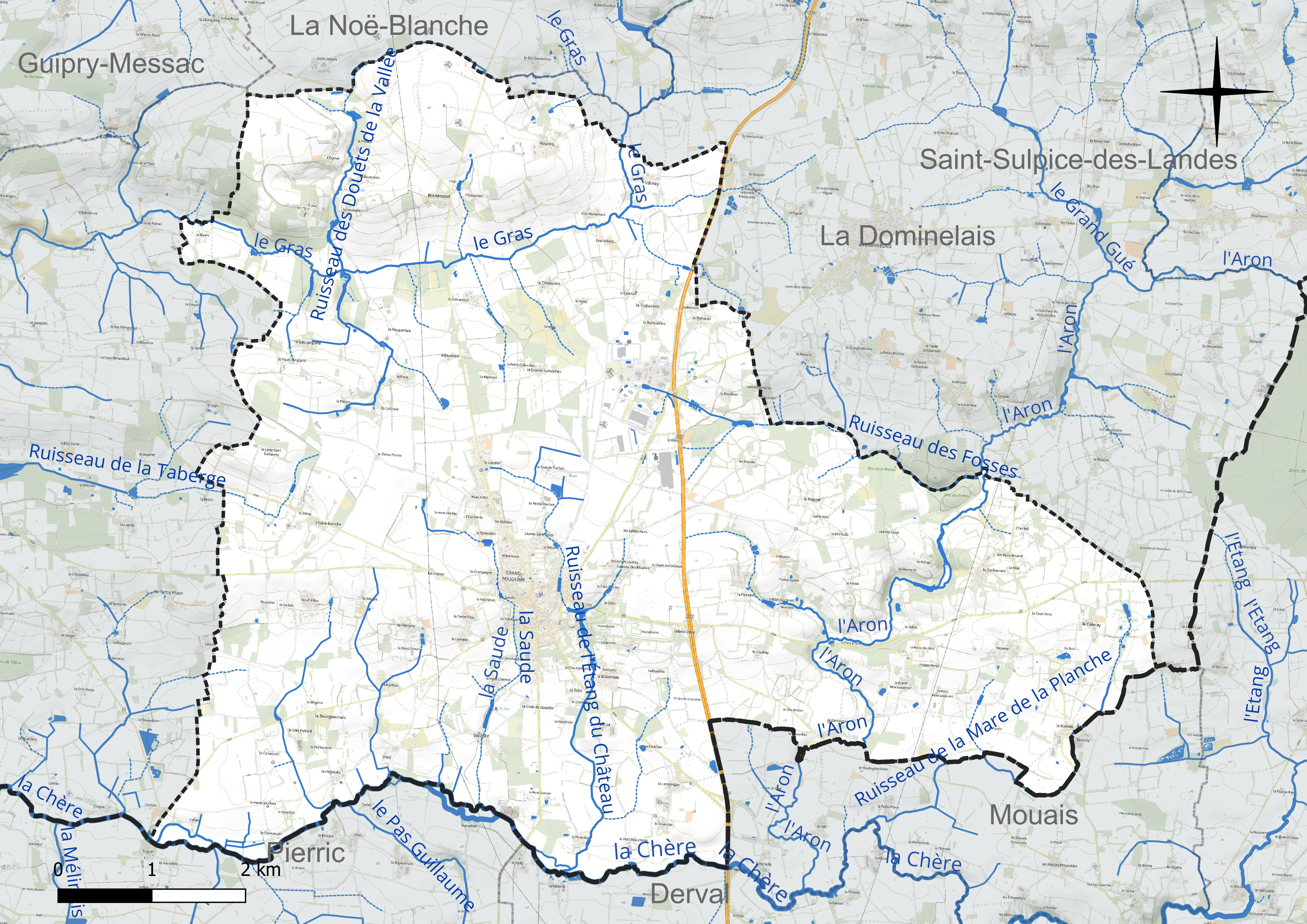
Réseau hydrographique de Grand-Fougeray.

L'Aron, d'une longueur de 26 km, prend sa source dans la commune de Teillay et se jette  dans la Chère à Mouais, après avoir traversé huit communes. Les caractéristiques hydrologiques de l'Aron sont données par la station hydrologique située dans la commune. Le débit moyen mensuel est de 0,706 m3/s. Le débit moyen journalier maximum est de 31 m3/s, atteint lors de la crue du 13 mai 1981. Le débit instantané maximal est quant à lui de 38,2 m3/s, atteint le 24 décembre 2013.
Le Gras, d'une longueur de 12 km, prend sa source dans la commune de La Noë-Blanche et se jette  dans la Vilaine à Sainte-Anne-sur-Vilaine, après avoir traversé quatre communes. 

### Climat
Pour des articles plus généraux, voir Climat de la Bretagne et Climat d'Ille-et-Vilaine.
En 2010, le climat de la commune est de type climat océanique franc, selon une étude du CNRS s'appuyant sur une série de données couvrant la période 1971-2000. En 2020, Météo-France publie une typologie des climats de la France métropolitaine dans laquelle la commune est exposée à un climat océanique et est dans la région climatique  Bretagne orientale et méridionale, Pays nantais, Vendée, caractérisée par une faible pluviométrie en été et une bonne insolation. Parallèlement l'observatoire de l'environnement en Bretagne publie en 2020 un zonage climatique de la région Bretagne, s'appuyant sur des données de Météo-France de 2009. La commune est, selon ce zonage, dans la zone « Sud Est », avec des étés relativement chauds et ensoleillés.
Pour la période 1971-2000, la température annuelle moyenne est de 11,8 °C, avec une amplitude thermique annuelle de 13,3 °C. Le cumul annuel moyen de précipitations est de 730 mm, avec 12,7 jours de précipitations en janvier et 6,1 jours en juillet. Pour la période 1991-2020, la température moyenne annuelle observée sur la station météorologique la plus proche, située sur la commune de La Noë-Blanche à 9 km à vol d'oiseau, est de 12,2 °C et le cumul annuel moyen de précipitations est de 780,5 mm,. Pour l'avenir, les paramètres climatiques de la commune estimés pour 2050 selon différents scénarios d'émission de gaz à effet de serre sont consultables sur un site dédié publié par Météo-France en novembre 2022.

### Occupation des sols et végétation
L'occupation des sols de la commune, telle qu'elle ressort de la base de données européenne d'occupation biophysique des sols Corine Land Cover (CLC), est marquée par l'importance des territoires agricoles (94,8 % en 2018), en diminution par rapport à 1990 (95,8 %). La répartition détaillée en 2018 est la suivante :
zones agricoles hétérogènes (43,9 %), terres arables (42,4 %), prairies (8,5 %), forêts (2,1 %), zones urbanisées (2 %), zones industrielles ou commerciales et réseaux de communication (1,1 %). L'évolution de l'occupation des sols de la commune et de ses infrastructures peut être observée sur les différentes représentations cartographiques du territoire : la carte de Cassini (XVIIIe siècle), la carte d'état-major (1820-1866) et les cartes ou photos aériennes de l'IGN pour la période actuelle (1950 à aujourd'hui).

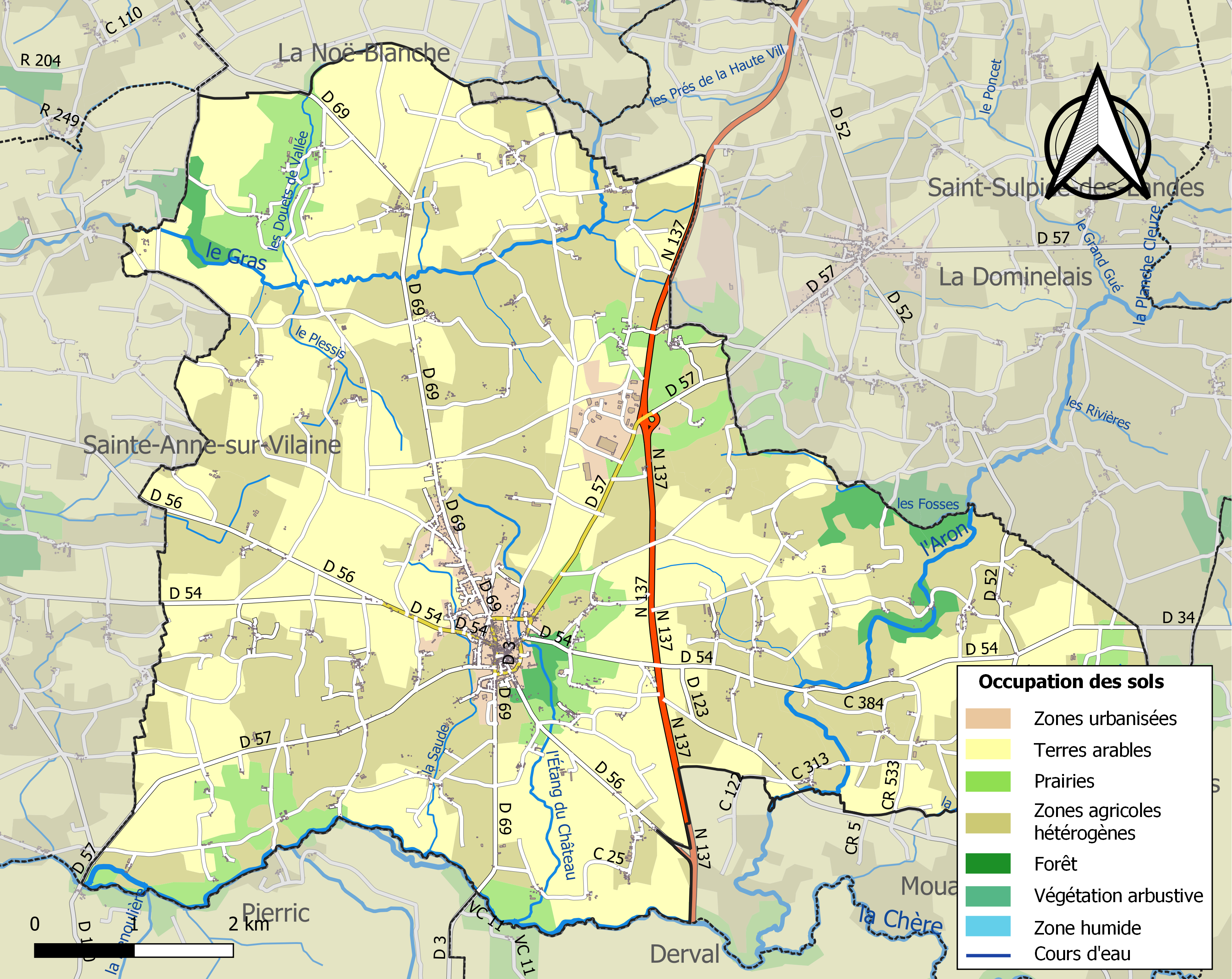
Carte des infrastructures et de l'occupation des sols de la commune en 2018 (CLC).

Du point de vue de la richesse de la flore, Grand-Fougeray est à la douzième place des communes du département possédant dans leurs différents biotopes le plus de taxons, soit 601 pour une moyenne communale de 348 taxons et un total départemental de 1373 taxons (118 familles). On compte notamment 52 taxons à forte valeur patrimoniale (total de 207) ; 30 taxons protégés et 26 appartenant à la liste rouge du Massif armoricain (total départemental de 237).

### Transports
La Route nationale 137, une voie express qui est un tronçon de l'"Autoroute des Estuaires" et de la Route européenne 3, traverse la partie orientale de la commune, laquelle est desservie par l'échangeur no 13, via la D 57 et a provoqué la création du Parc d'activités des Quatre Routes.
Grand-Fougeray est aussi traversé par la D 56 qui, en direction du sud-est relie la commune à la Route nationale 137, depuis ou vers Nantes, via le demi-échangeur no 12 et, vers l'ouest vers Port-de-Roche et Langon, ainsi que par la D 54 qui vient côté est de Sion-les-Mines et vers l'ouest va également vers Port-de-Roche et Langon, mais par un tracé plus méridional et qui passe par le bourg de Sainte-Anne-sur-Vilaine, ainsi que par le D 69, un axe nord-sud, qui vient côté nord de La Noë-Blanche et côté sud, va vers Pierric. Ces quatre routes départementales se croisent dans le bourg de Grand-Fougeray.

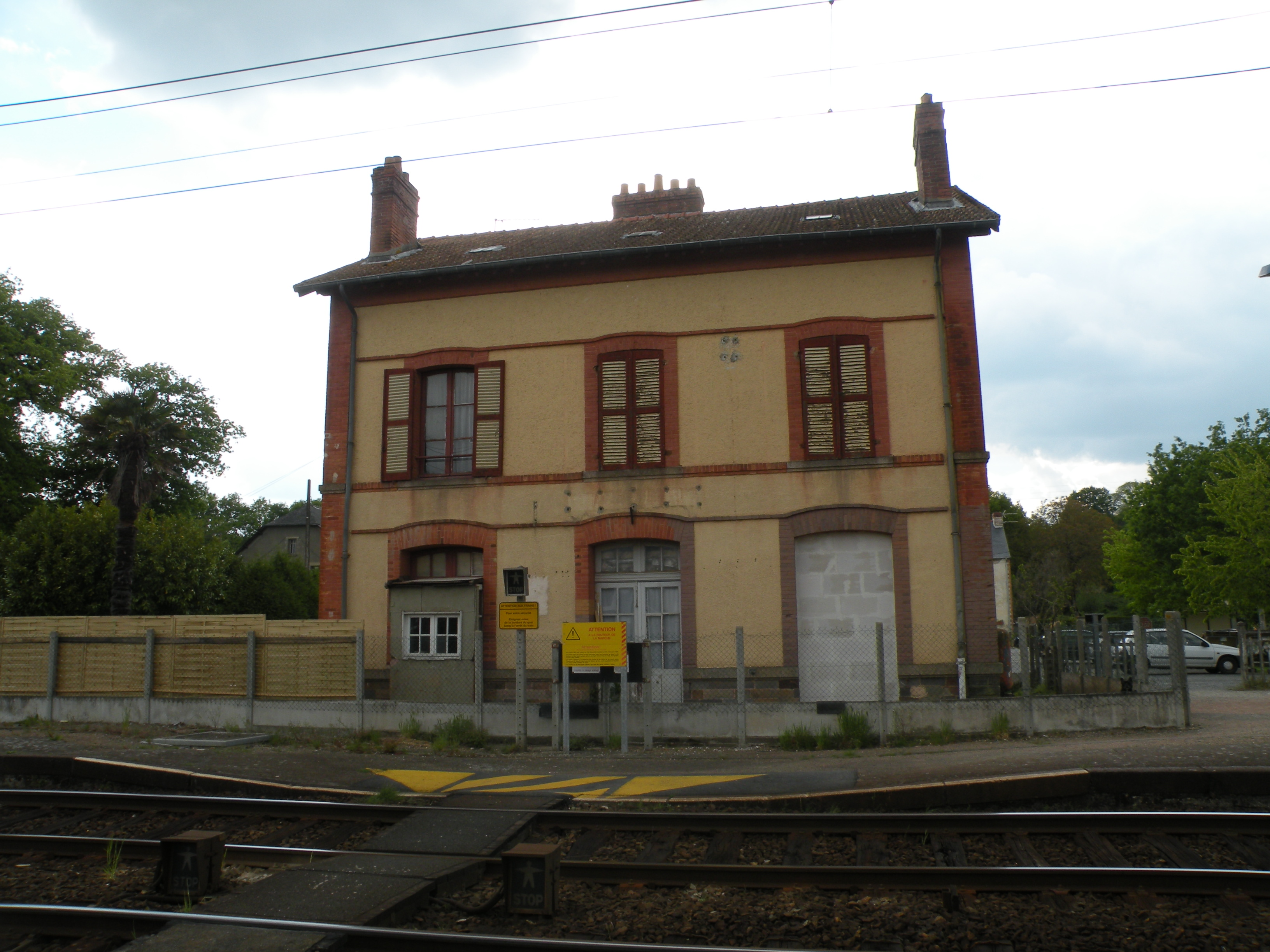
La gare de Fougeray - Langon.

Aucune voie ferrée ne traverse le territoire communal, mais la ligne de Rennes à Redon, ligne à double voie et électrifiée, passe sur la rive droite de la Vilaine, en Langon, et la gare desservant cette commune a été dénommée gare de Fougeray - Langon, car elle était proche de la limite communale, constituée par la Vilaine, entre Fougeray et Langon lors de sa création, même si ce n'est plus le cas depuis la création de la commune de Sainte-Anne-sur-Vilaine en 1880.

### Paysages et habitat
Grand-Fougeray présente un paysage agraire traditionnel de bocage avec un habitat dispersé en de nombreux écarts formés de hameaux et fermes isolées.
Le bourg a connu un essor modeste depuis la Seconde Guerre mondiale, ce qui a entraîné une certaine périurbanisation ä sa périphérie et une urbanisation linéaire, en "doigt-de-gant", le long de la D 69 en direction du nord. Le reste de la commune a conservé son caractère rural.

## Urbanisme

### Typologie
Au 1er janvier 2024, Grand-Fougeray est catégorisée bourg rural, selon la nouvelle grille communale de densité à sept niveaux définie par l'Insee en 2022.
Elle est située hors unité urbaine et hors attraction des villes,.

## Toponymie
Le nom de la localité est attesté sous les formes Felkeriac au IXe siècle, Plebs Fulkeriac en 852, Fulkeriac Major en 903, Felgeriacum en 1123,.
Le type Fougeray représente la fixation toponymique de l'ancien français fougerai « lieu où pousse des fougères » (variantes régionales Feugré, Feugueray, Fougeré , Fougerets, Falgueyrat, etc.) mot issu du bas latin  filicaria, « fougère », suivi normalement du suffixe collectif -etum qui désigne un ensemble d'arbres et de végétaux appartenant à la même espèce, d'où le suffixe -aie (de -eta), celui de chênaie, saulaie, etc.
Cependant, étant donné la récurrence des formes anciennes en -ac, il faut sans doute y voir le suffixe gallo-romain -acum d'origine gauloise (celtique), utilisé dans une de ses acceptions, à savoir celle qui permet de désigner un ensemble d'arbres ou de végétaux, tout comme dans Épernay (Sparnacum) d'origine celtique, équivalent du plus répandu Épinay (Spinetum). Le gaulois Sparnacum a pour exact correspondant le breton Spernec. Depuis les travaux de Michel Roblin entre autres, il est établi que le suffixe -acum sert parfois à dériver un appellatif toponymique roman.
Le nom de la commune en gallo est prononcé [fyʒʁɑ], [fujraɪ̆] ou [fuʒrə] selon les localités. La forme écrite proposé par l'Institut de la langue gallèse est Foûjerai.

## Histoire

### Antiquité
Une voie romaine, qui allait de Condevincum (Blain) à Juliomagus (Angers), connue sous le nom de "Chemin de la duchesse Anne", traverse la commune ; selon A. Marteville et P. Varin, elle était en 1843 en bon état de conservation, ayant 6 mètres de largeur, et son pavage est bien conservé en de nombreux endroits.

### Moyen Âge
Il est possible que la bataille de Jengland, qui en 851 opposa les troupes franques de Charles le Chauve aux Bretons d'Erispoë se soit déroulée au Grand-Fougeray. Selon le Cartulaire de Redon, Erispoë fit cette année-là donation de quelques rentes qu'il possédait sur la paroisse, alors dénommée Fulkeriac, à l'abbaye Saint-Sauveur de Redon. En 903 la paroisse est nommée Fulkeriac Major (Grand Fougeray), signe de son importance dès cette date (elle comprenait alors les communes actuelles du Grand-Fougeray, de La Dominelais, de Sainte-Anne-sur-Vilaine et de Mouais).

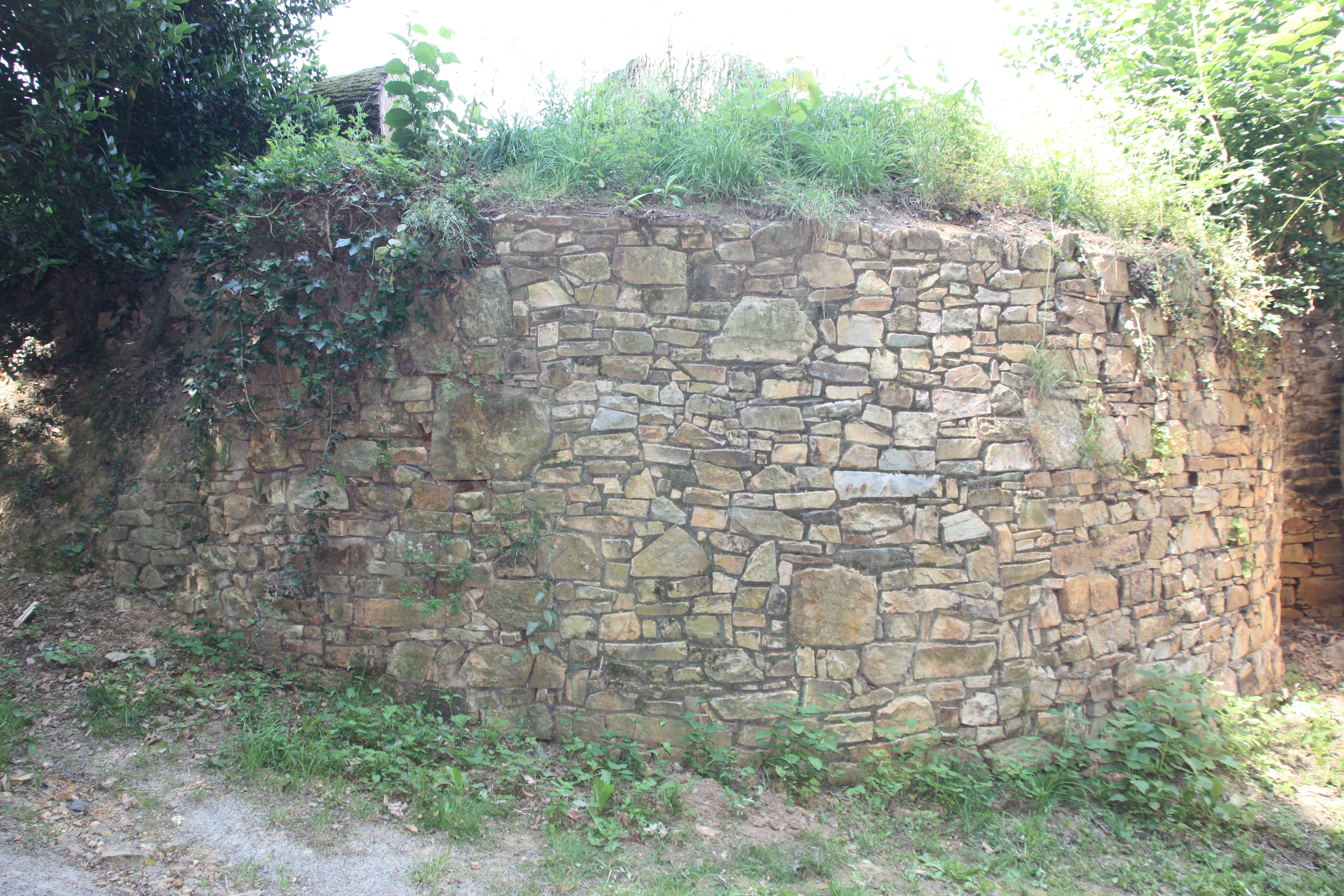
Vestiges de l'enceinte du château.

En 1202 Brient Le Bœuf, sire de Nozay, possédait la seigneurie du Fougeray, mais la première mention historique du château ne date que du milieu du XIVe siècle, même s'il est très probable que ce château, une forteresse imposante des Marches de Bretagne, existait bien avant, une tradition le disant même fondé par le roi Arthur (mais peut-être construit en 1189 par Olivier de Tournemire). Son donjon date du XIVe siècle.

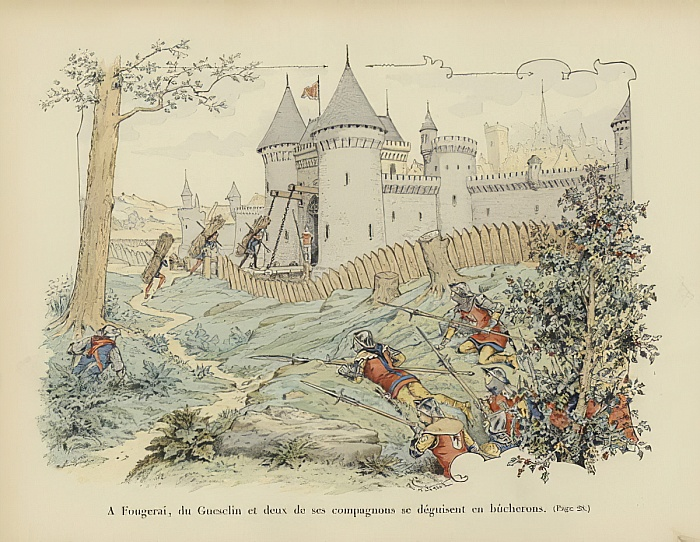
Bertrand du Guesclin et deux de ses hommes déguisés en bûcherons.. (dessin de Paul de Sémant).

Le château du Grand-Fougeray, occupé par les Anglais avec 200 hommes de troupe sous les ordres du capitaine Bembro (probablement un membre de la famille de Robert Bemborough), dans le cadre de la Guerre de succession de Bretagne, est repris par Bertrand du Guesclin en 1354 : il serait entré, accompagné de deux hommes, dans le château par ruse, déguisé en bucheron vécu vendre des fagots, en l'absence du capitaine anglais et surprit le garnison. Du Guesclin fut légèrement blessé pendant les combats. Une fois le château prit, il tendit une embuscade pour surprendre le capitaine Bembro sur son chemin de retour ; lequel fut tué ainsi qu'une bonne partie des soldats anglais qui l'accompagnaient, les survivants étant faits prisonniers.

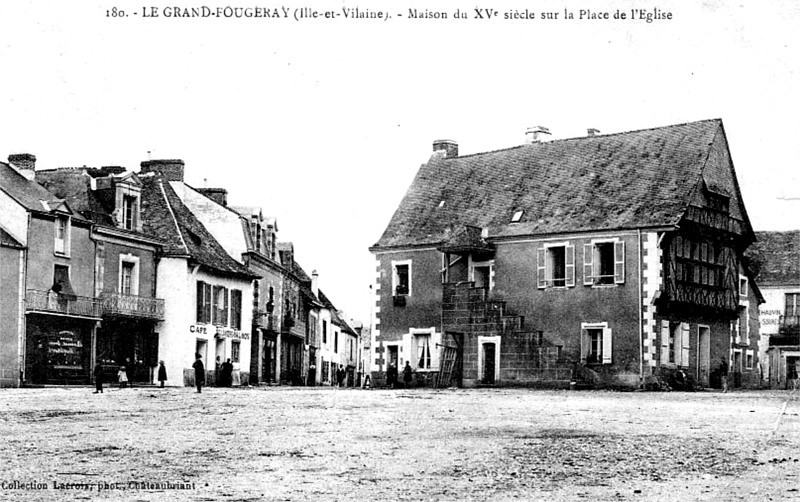
Grand-Fougeray ː maison du XVe siècle sur la Place de l'église (carte postale, début XXe siècle).

Le 15 juillet 1467 Louis de la Trémoille et son épouse Marguerite d'Amboise vendirent à Françoise d'Amboise, leur belle-sœur et sœur, la terre et seigneurie de Fougerai, ainsi qu'une rente de trois cent livres sur les châtellenies de Fougerai. Le château et sa châtellenie deviennent en 1558 propriété de Jean VII d'Acigné (de religion protestante) en raison de son mariage vers 1530 avec Anne de Montjean (qui hérite de son frère René de Montjean); puis, après le décès de celle-ci en 1562, deviennent la propriété de René de la Chapelle, seigneur de La Roche-Giffart.

### Le protestantisme à Fougeray
René de la Chapelle de la Roche-Giffart (décédé en 1577), seigneur de Fougeray depuis 1562, comme d'autres nobles de la région, se convertit à la religion protestante en 1563 ; il est imité par certains de ses vassaux comme le seigneur de la Garrelaye et de Launay-Bazouin (Jacques Le Maistre), celui de Cahan (La Villevoisin), celui du Plessis (Jean Le Mesnager) et par plusieurs familles de paroissiens. Un ministre du culte huguenot venu de Rieux, invité par le seigneur de Fougeray, fondé l'église protestante de Sion, qui inclut Fougeray et Saint-Sulpice-des-Landes. Deux missions sont organisées à Fougeray, l'une en 1642 ( prêchée par des Recollets), l'autre en 1685 (prêchée par l'évêque de Nantes, Mgr de Beauveau, en personne) qui aboutissent à l'abjuration d'une partie des convertis à la religion réformée. Lors des Guerres de religion, des Ligueurs attaquent  les protestants locaux et Louis de la Chapelle (fils de René  de la Chapelle de la Roche-Giffart) est tué devant son château en 1595; son petit-fils Henri de la Chapelle de la Roche-Giffart (né vers 1616), qui avait obtenu l'érection le 8 juin 1644 de la seigneurie de Fougeray en marquisat) est tué le 6 juillet 1652 lors de combats livrés (aux côtés du Prince de Condé) à la Porte Saint-Antoine à Paris,.

### Temps modernes
Un petit collège fut fondé en 1554 par le recteur Maurice Boutin ; il subsista jusqu'à une date proche de la Révolution française. Une école de filles fut créée en 1709 grâce à une donation de Marie du Paz, épouse du seigneur de Port-de-Roche ; elle était tenue par des Sœurs du Tiers-Ordre,.
Le règlement du 22 mai 1736 évoque des toiles dénommées "beurières", tissées dans les régions de Nozay et de Fougeray.
De nombreuses chapelles existaient ou avaient existé : la chapelle Notre-Dame (à Brandebeuf), la chapelle Saint-Jean (dans le vieux cimetière, démolie en 1730), la chapelle Saint-Roch +dans le nouveau cimetière, disparue vers 1836), la chapelle Saint-Armel (chapelle de l'ancien hôpital, disparue dès le XVIIe siècle), chapelle Sainte-Magdeleine (ancienne maladrerie, incendiée en 1835), chapelle Sainte-Anne et chapelle Saint-Nicolas (devenues églises paroissiales de Sainte-Anne-sur-Vilaine et La Dominelais lors de la création de ces paroisses au XIXe siècle), chapelle Saint-Guillaume et des chapelles seigneuriales (chapelle du château, chapelle du Plessis, chapelle de la Dévoriais), etc.,.

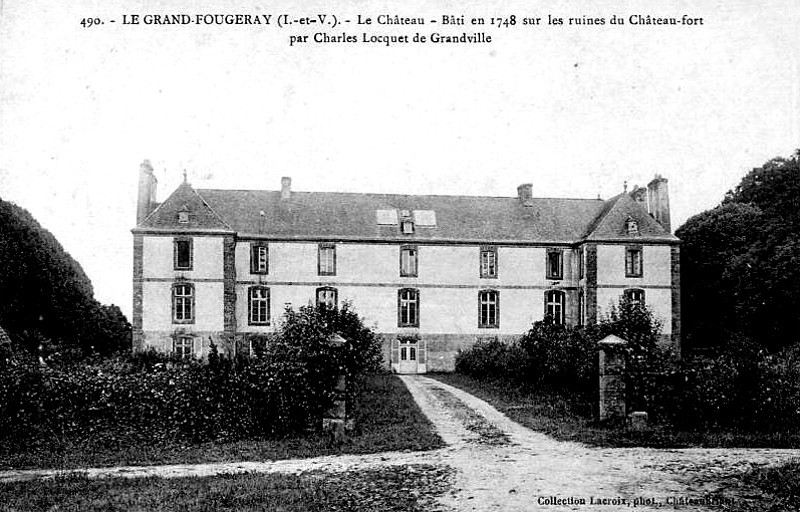
Grand-Fougeray ː le château construit en 1747 sur les ruines de l'ancien château-fort (carte postale).

Outre le château-fort, de nombreux manoirs existaient dans la paroisse : le manoir de la Praye [Praie] (XVIe siècle et XVIIe siècle) qui était la propriété de la famille Dollier (François Dollier de Casson (1636-1701), seigneur du Terte et de Port-de-Roche, quitta les armes et embrassa une carrière ecclésiastique ; il fut aumônier de l'expédition du marquis de Tracy contre les Iroquois en 1666), le manoir des Joussardayes [Joussardais], celui de Chaumontelaye  [Chaumonelais], ceux de  Dévoriais [Dévoraye], de Villeneuve, de la Hurlaye, du Plessis, du Pont-Louet, de Conzay, du Hallay, de la Thébaudaye, de la  Dère [Derre], de la Blairie, de Launay-Saint-Gilles, de Launay-des-Moulins, de Cherhal, des Fosses, de Cahan, etc. Un nouveau château est construit en 1747 par Charles Locquet de Grandville, alors seigneur de Fougeray: il fit raser tout ce qui restait encore de l'ancien château-fort, à l'exception du donjon et de la tour du concierge, et niveler l'emplacement des fortifications, où il plaça sa cour d'entrée et ses écuries.

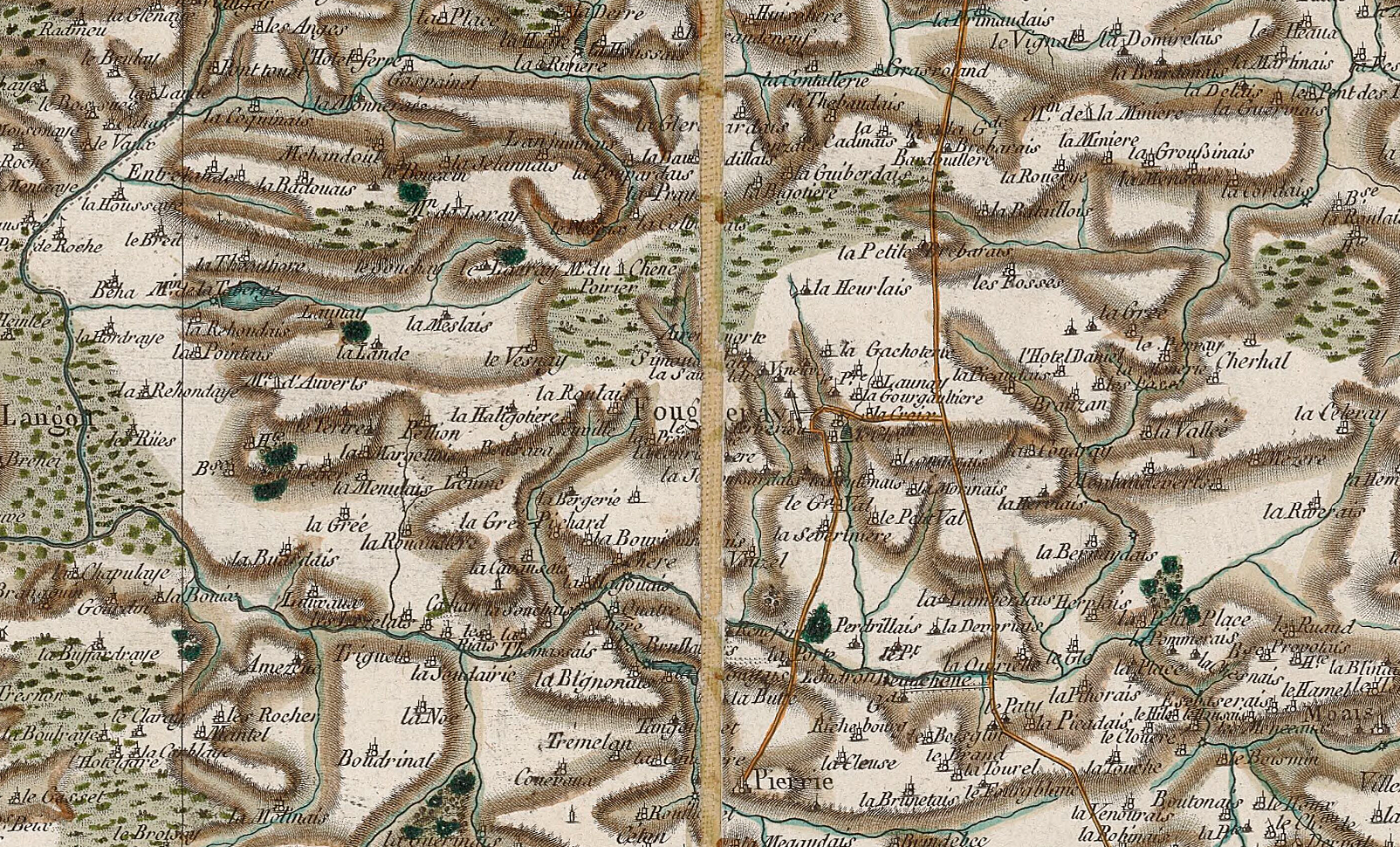
Carte de Cassini de la paroisse de Fougeray en 1785 (la paroisse inclut alors les futures communes de Sainte-Anne-sur-Vilaine et de La Dominelais).

Jean-Baptiste Ogée décrit ainsi Fougerai [Grand-Fougeray] en 1778 :

« Fougerai : gros bourg , à peu de distance de la route de Rennes à Nantes ; à 12 lieues et demie au Nord-Nord-Ouest de Nantes, son évêché ; à 9 lieues et demie de Rennes ; et à une lieue et demie de Derval, sa subdélégation. Cette paroisse, qui compte 3 000 communiants, une haute justice qui ressortit au présidial de Nantes : il s'y en exerce quatre autres, trois moyennes et une basse. La cure est à l'Ordinaire, et vaut au moins quatorze mille livres de revenu au recteur. (..) Ce territoire, arrosé par la rivière de Chère qui le traverse, est fort étendu, et forme une plaine à quelques coteaux près. On y voit des terres cultivées et excellentes pour le froment, seigle, bled noir et avoine ; de belles prairies, des landes en quantité et le bois des Fosses, taillis qui peut avoir 1 lieue de périmètre. »

### Révolution française
Pierre Aupiais devint recteur de Fougeray en 1789 ; on ne sait pas ce qu'il devint pendant la Révolution,.
La population de la commune est favorable aux changements apportés par la Révolution française, surtout après la fin de la Terreur. La principale fête révolutionnaire est celle célébrant l'anniversaire de l'exécution de Louis XVI, accompagnée d'un serment de haine à la royauté et à l'anarchie, fêtée à partir de 1795. La fondation de la Ire République est aussi fêtée tous les ans.

### LeXIXesiècle
En 1803 le diocèse de Nantes échange la paroisse de Fougeray, qui passe dans le diocèse de Rennes, contre les paroisses de Forcé, Noyal-sur-Brutz et Villepot.
À cette époque, le territoire communal est découpé en différentes sections : Cherhal, La Collinais... En 1847, le nom de la commune de Fougeray est modifié en Grand-Fougeray.

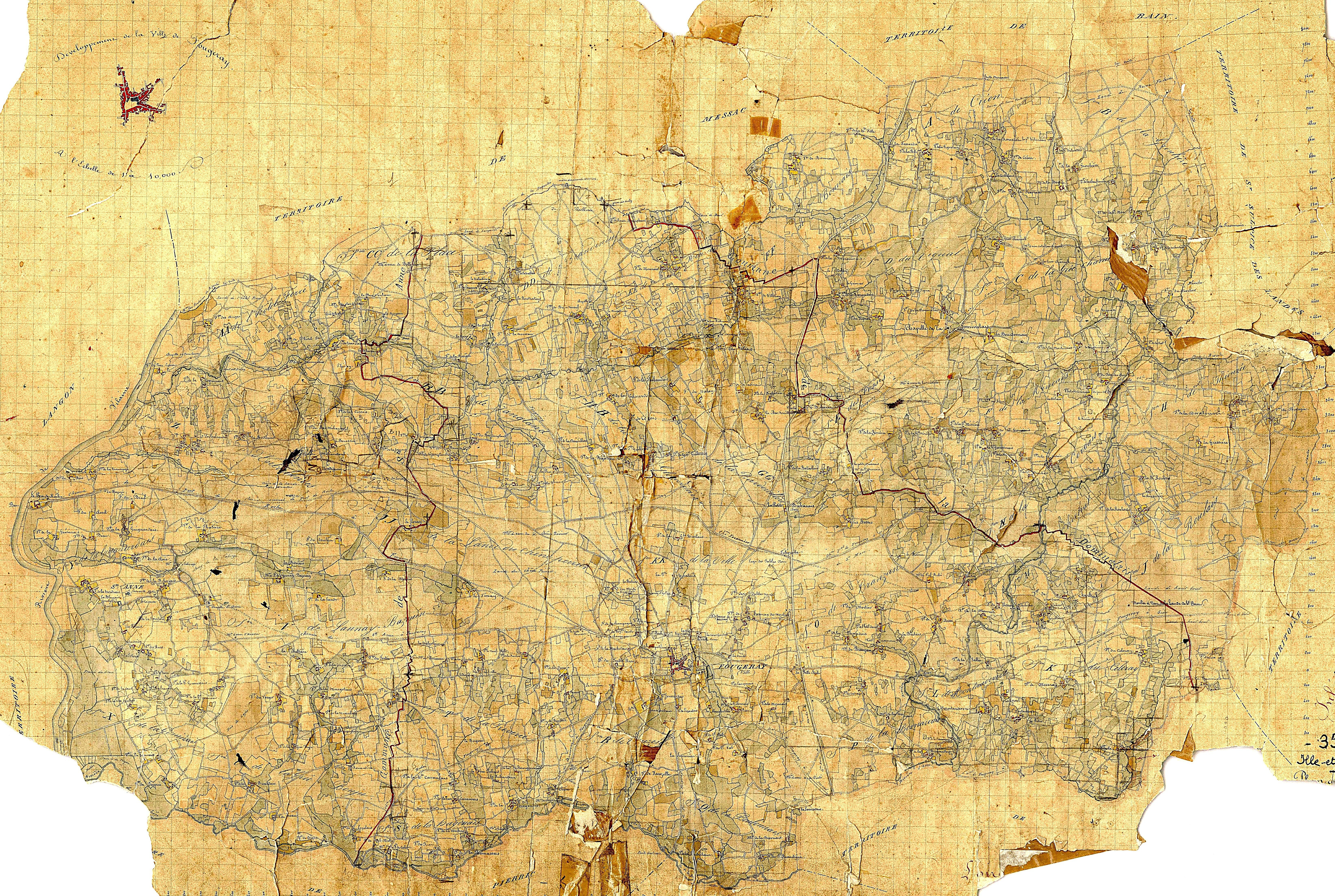
Plan cadastral de la commune du Grand-Fougeray vers 1838 (tableau d'assemblage). Grand-Fougeray inclut alors les futures communes de Sainte-Anne-sur-Vilaine et La Dominelais.

A. Marteville et P. Varin, continuateurs d'Ogée, décrivent ainsi Fougeray en 1843 (un certain nombre des lieux indiqués se trouvent désormais dans les communes de Sainte-Anne-sur-Vilaine ou de La Dominelais créées depuis en 1880) :

« Fougeray (sous l'invocation de saint Pierre et de saint Paul) ; commune formée de l'ancienne paroisse de ce nom ; aujourd'hui cure de 2e classe ; chef-lieu de perception ; brigade de gendarmerie à pied ; relais de poste à la Bréharaye. (..) Principaux villages : les Anges, le Gros-Painel, l'Eumet (avec petite chapelle), Brandeneuf, la Nourais, Villeray, Bonnais, la Biliais, la Rouxière, la Haute et Basse-Noë, la Feslais, le Pont-des-Iles, la Devaleriais, la Roulais, Cherhal, le Céleray, la Riverais, Montaudevert, la Bernardais, la Lamberdais, Vauzelle, la Hagouais, la Cavaudais, Lezelais, la Buardais, Perprié, la Goulousaie, les Rues, la Hordrais, la Houssaye, Entrelandes, la Coquinais, Haut et Bas-Janglaud, la Glevardais, la Bourdouilère, la Minière, la Minçais, Branzan, la Brulonnais, la Préverie, le Tertre. Maisons et objets remarquables : château de Fougeray, le Port-de-Roche, le Pont-Louet (avec chapelle), le Bouesait, le Plessix, la Bornière, la Bourdonnaye, la Joussardais, Cahan, Launay-Bazouin, nouvelle église et presbytère de Sainte-Anne (succursale), la Dominelais (succursale érigée en 1840). Superficie totale 11 700 hectares 1 are 58 centiares dont (..) terres labourables 3 630 ha, prés et pâturages 1 497 ha, bois 522 ha, vergers et jardins 125 ha, étangs et canaux 30 ha, landes et incultes 5 462 ha (..). Moulins : 13 (de la Haye, de Gault, de la Bernardais, de Chère, moulin à foulon de Chère, de la Taberge, à eau ; du Loray, de Belle-Née, de la Grée-Charuel, de la Minière, du Haut-Bout, de Pinté, Moulin-Blanc, du Chêne-Poirier, de Cahan, d'Auvert, à vent). Télégraphe près de la Petite-Bréharais et la grande route. Fougeray est une petite ville située sur un coteau, à 1 km de la route royale n° 137, dite de Bordeaux à Saint-Malo. (..) On parle le français [en fait le gallo]. »

Les mêmes auteurs citent 7 foires dans la commune (à Fougeray lors de la Mi-Carême et le jeudi après la Quasimodo) ; à Sainte-Anne, près de l'étang de la Taberge, le 27 avril, le jeudi après l'Ascension, le 29 août ; la foire de Saint-Luc le 28 octobre et de Saint-Thomas le 21 décembre, ainsi que l'existence d'un marché chaque jeudi. Ils écrivent aussi que « l'agriculture est en souffrance dans la commune du Fougeray, généralement le blé ne suffit pas aux besoins des habitants. Mais la fabrication des serges est dans un état prospère. Ces serges sont vendus aux marchés de Bain et s'exportent dans toute la Basse-Bretagne. Il y a aussi quelques tanneries ». Ils indiquent aussi que la commune possède plusieurs petits bois (forêt de Thiouzée, bois de la Mintais, les bois des Fosses dans la partie est de la commune, bois de Launay au centre, de Loray et de Leume à l'ouest), des étangs (le principal étant celui de la Taberge) et que les terres sont alluvionnaires et fertiles dans les vallées de la Vilaine et de la Chère, schisteuses par ailleurs ; enfin que la silice (sable blanc) a longtemps été exploitée au Pont d'Aron (elle était exportée pour la porcelaine de Sèvres) et que le minerai de fer, assez abondant dans la commune, alimentait un grand nombre de forges à bras (mais que ces activités ont disparu) et qu'il existe quelques gisements de quartzite et des carrières de schiste en exploitation à Sainte-Anne et à l'Ermitage.

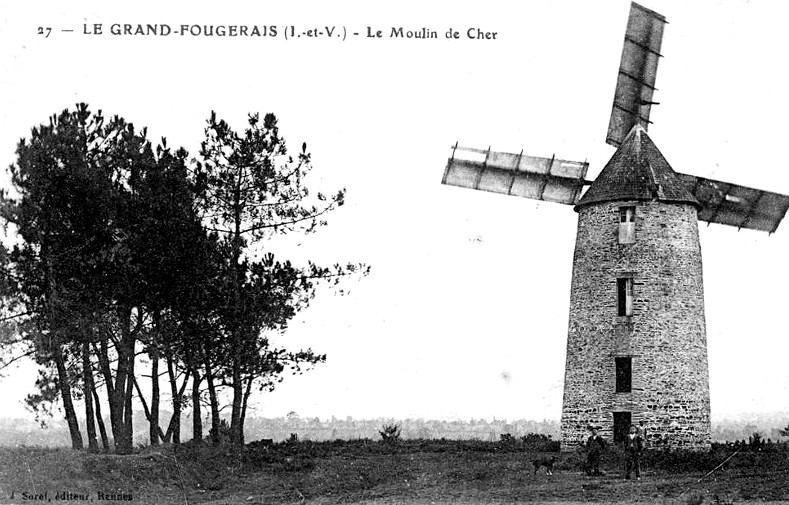
Grand-Fougeray ː le moulin à vent de Cher [Chère] (carte postale J. Sorel, début XXe siècle).

Mathurin Cœurdray, instituteur au Grand-Fougeray pendant plus de trente ans, reçut de nombreux prix (notamment de la Société centrale d'agriculture d'Ille-et-Vilaine) entre 1849 et 1880 pour la qualité de son enseignement agricole dispensé aux agriculteurs de la commune en plus de ses cours à l'école primaire. Jusqu'en 1873 les effectifs de son école progressent régulièrement, passant de 135 garçons en 1857 à 203 en 1870. Mais l'ouverture d'une école privée congréganiste en 1873 fait perdre à l'école communale 60 % de ses effectifs en deux ans et une véritable guerre scolaire oppose « l'école des chouans » et « l'école des rouges ».
La gare de Fougeray - Langon est mise en service en novembre 1864, par la Compagnie des chemins de fer de l'Ouest, soit deux ans après l'inauguration de la ligne. La station est établie sur la rive droite de la Vilaine à proximité du Pont-de-la-Fosse. Elle porte le nom du chef-lieu de canton, Fougeray dit aussi Grand-Fougeray (6 264 habitants) situé à environ 12 km, et de la commune de Langon (1 698 habitants) dont le bourg est à environ 1 km.
En mars 1871 une collision entre deux trains de voyageurs sur la ligne de Rennes à Redon, alors à voie unique, entre les gares de  Beslé et Fougeray-Langon (à 400 mètres de cette dernière), fit 9 morts et une quarantaine de blessés.
En 1880, la commune se sépare d'une partie importante de son territoire qui va donner naissance à deux autres communes: Sainte-Anne-sur-Vilaine et La Dominelais. Elle perd son statut de la plus grande commune en Ille-et-Vilaine.

### LeXXesiècle

#### La Belle Époque

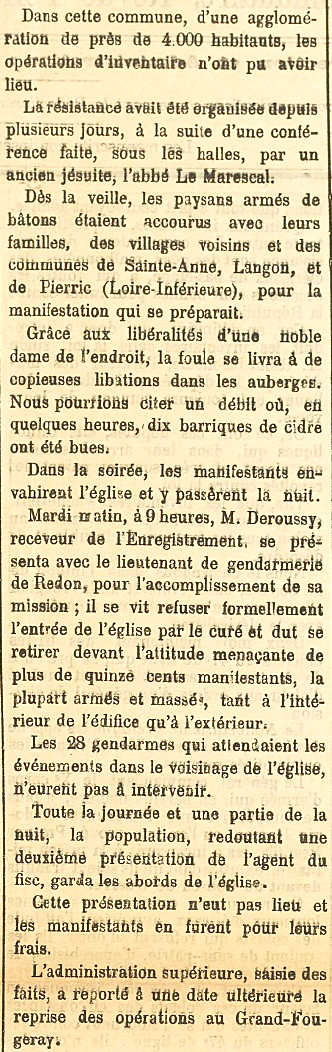
Article publié dans le journal La Dépêche bretonne relatant la tentative d'inventaire des biens d'église au Grand-Fougeray en mars 1906.

Une première tenative d'inventaire des biens d'église fut organisée le 20 février 1906, mais se heurta à l'opposition de plus de 2 000 fidèles. Une autre tentative de procéder à cet inventaire échoua le 3 mars 1906 en raison de la vive opposition des fidèles. Lorsque l'inventaire fut véritablement effectué, les portes de l'église étant trop résistantes, on défonça un mur pour pouvoir procéder à l'inventaire. 

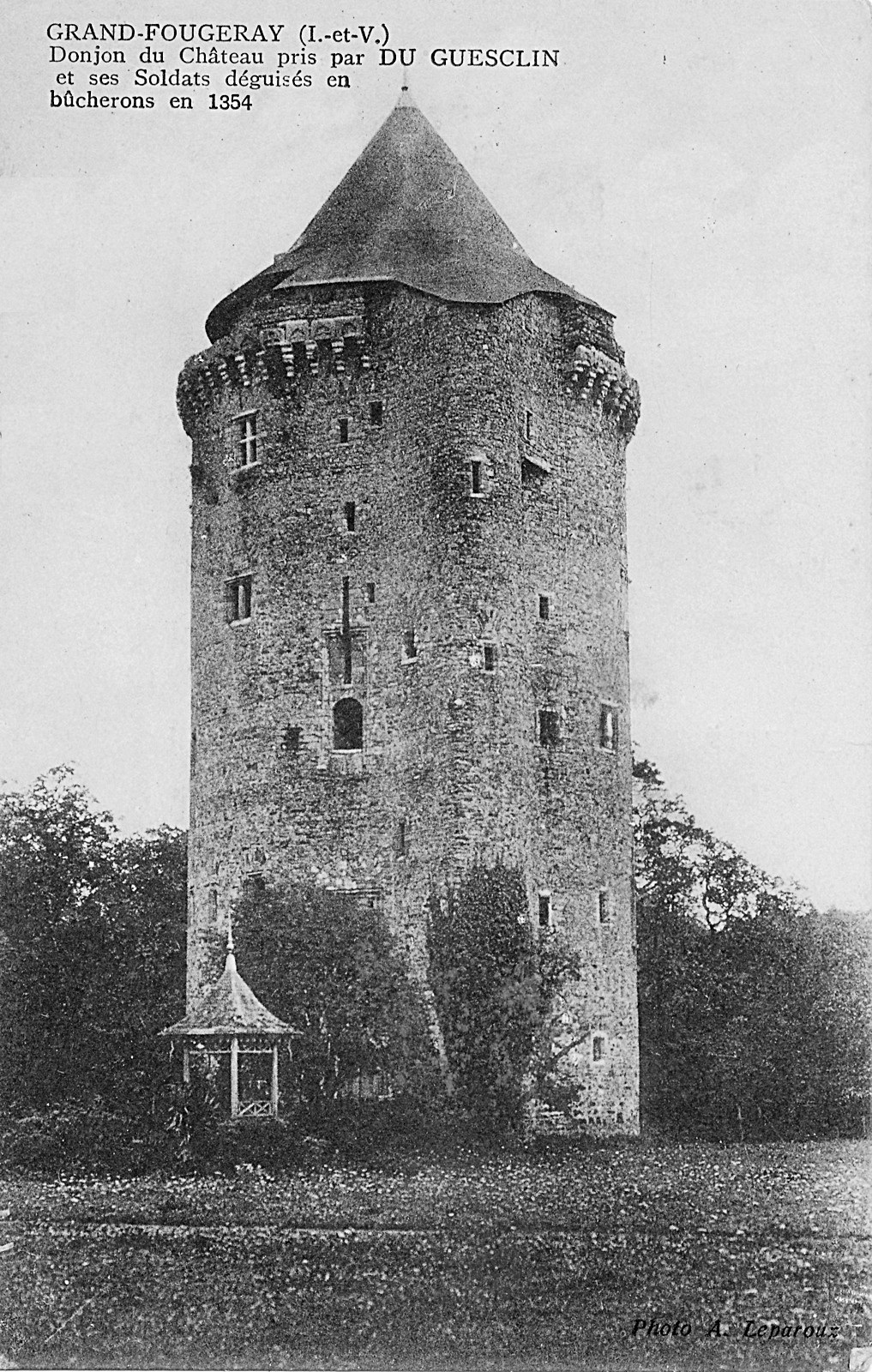
Grand-Fougeray ː la Tour Du Guesclin au début du XXe siècle (carte postale).
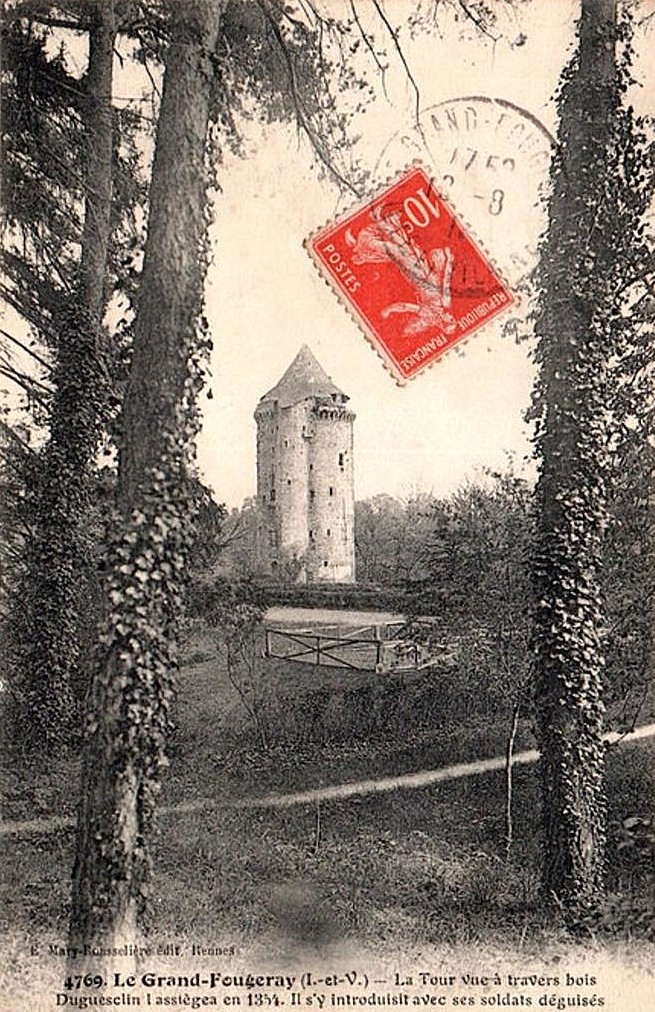
Grand-Fougeray ː la Tour Du Guesclin vue à travers les bois au début du XXe siècle (carte postale).
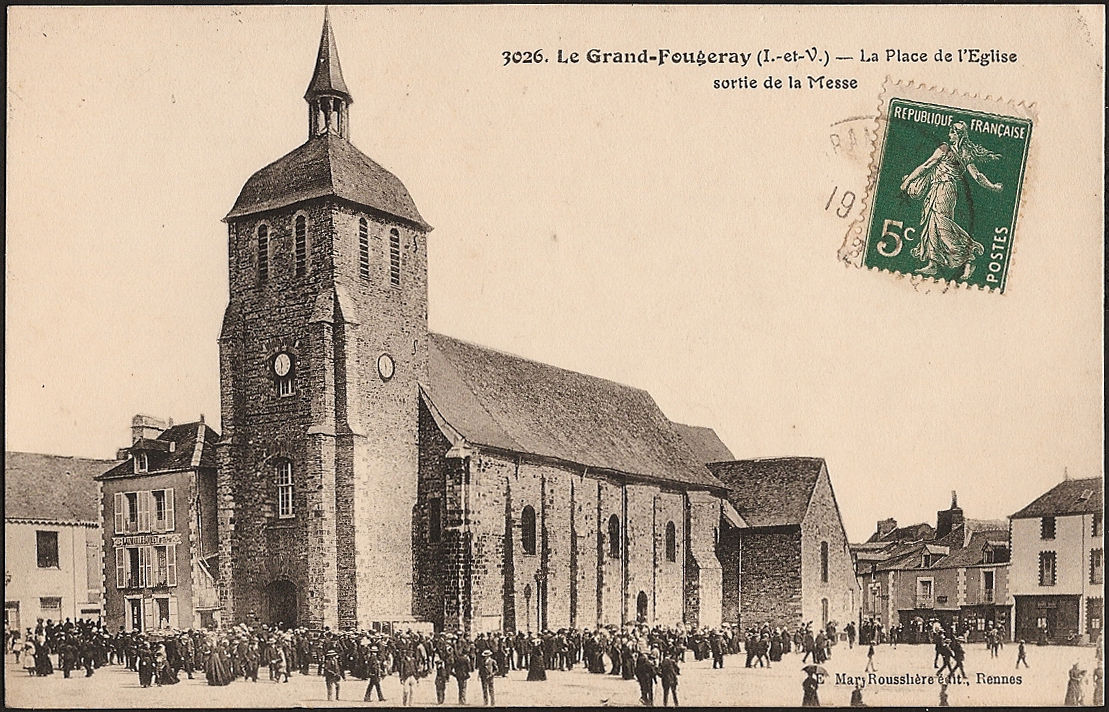
Sortie de messe au Grand-Fougeray vers 1910.
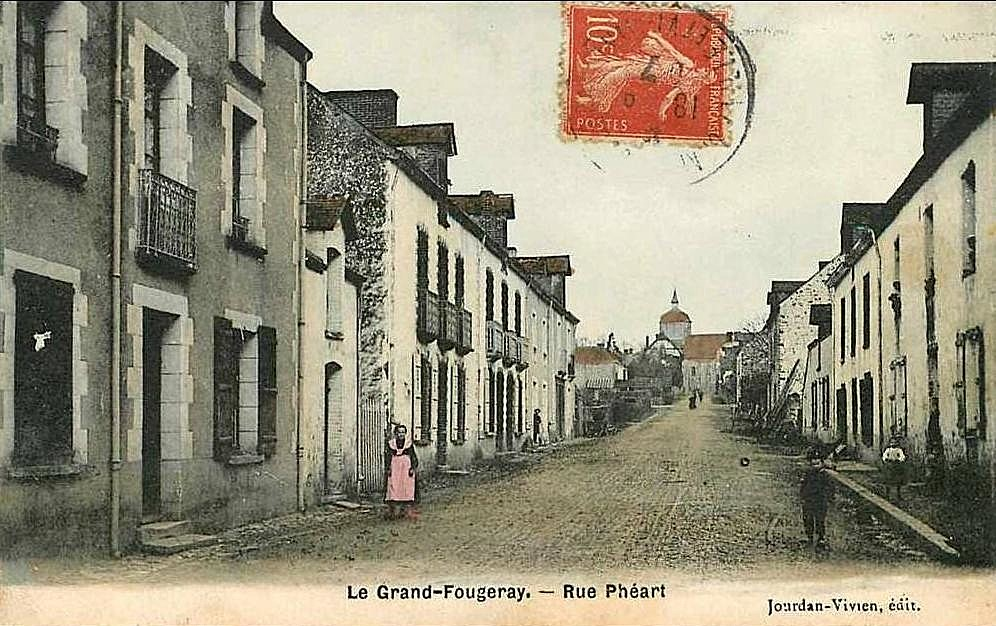
Grand-Fougeray ː la rue Phéart au début du XXe siècle (carte postale colorisée).
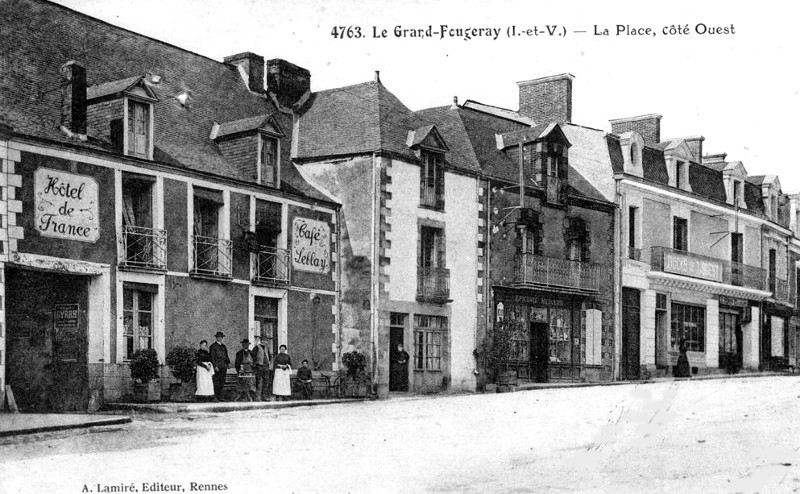
Grand-Fougeray : la Place de l'église côté ouest au début du XXe siècle (carte postale).
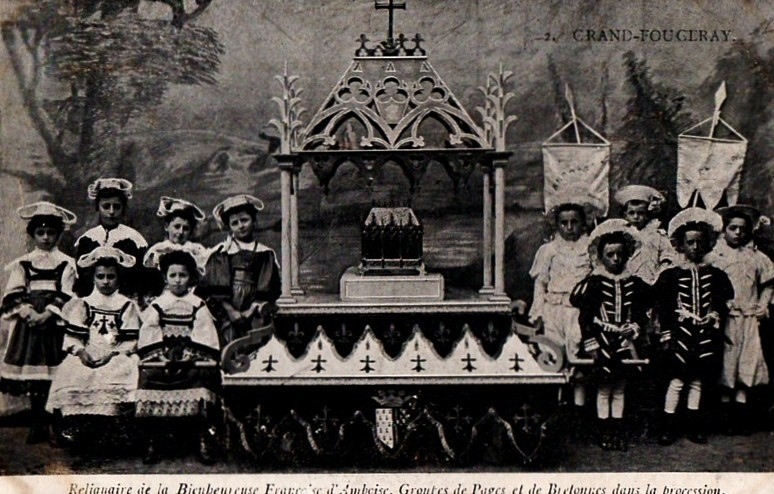
Grand-Fougeray ː reliquaire de la bienheureuse Françoise d'Amboise, entouré de pages et de Bretonnes lors d'une procession (carte postale).
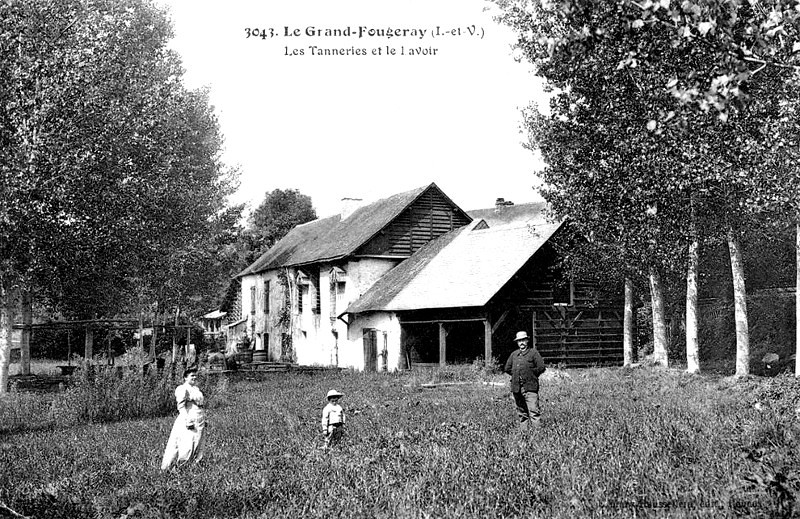
Grand-Fougeray ː les tanneries et le lavoir au début du XXe siècle (carte postale).
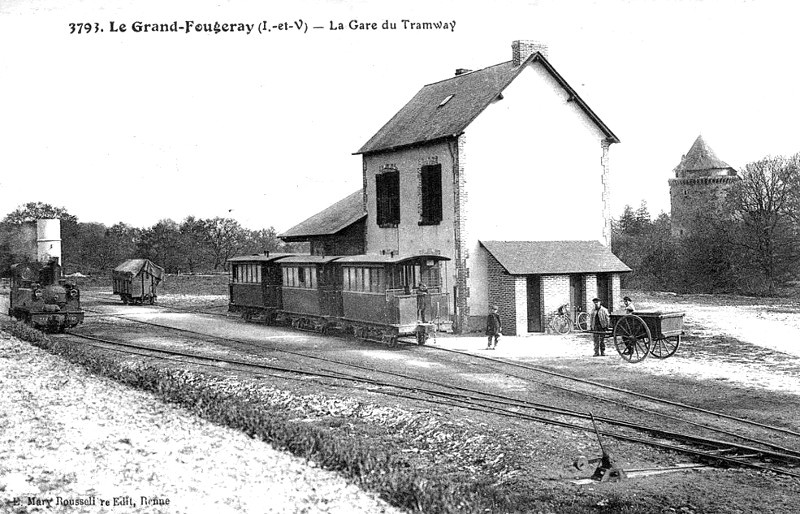
Grand-Fougeray ; la gare du tramway vers 1912 (carte postale Mary-Rousselière).

Une ligne de tramway des TIV (Tramways d'Ille-et-Vilaine) allant de Rennes au Grand-Fougeray en passant par Chartres, Noyal-sur-Seiche, Pont-Péan, Orgères, Chanteloup, Le Sel, Saulnières, Pancé, Bain et La Dominelais fut construite à partir de 1909 ; mise en service en 1910, la ligne était longue de 64 km ; elle ferma en 1937 ; les tramways y circulaient à environ 25 km/h.
Un club de football, l'A. S. du Grand-Fougeray, existait déjà en 1914.

#### La Première Guerre mondiale

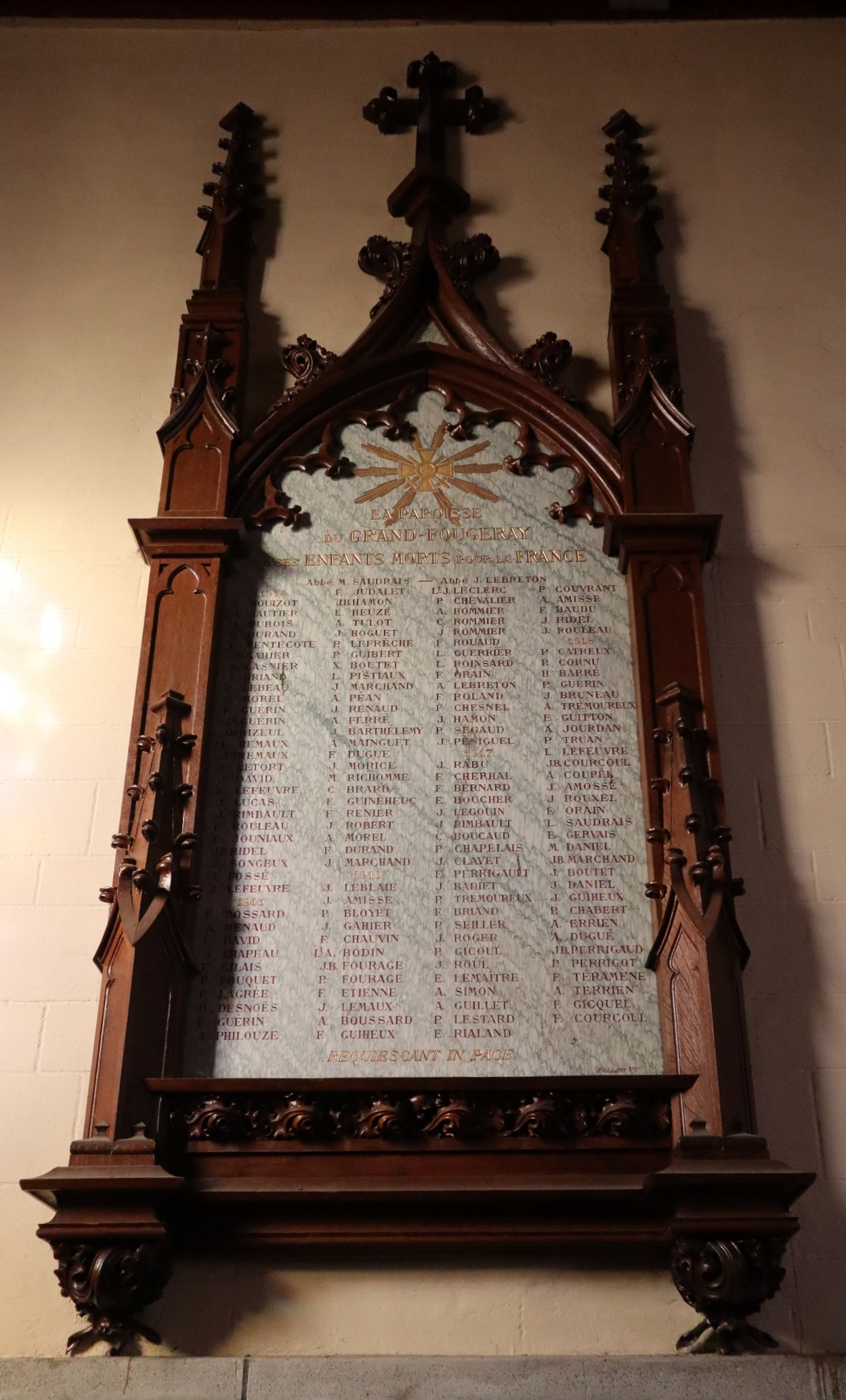
Plaque commémorative des morts pour la France de la Première Guerre mondiale dans l'église paroissiale

Le monument aux morts de Grand-Fougeray porte les noms de 148 soldats morts pour la France durant la Première Guerre mondiale.

#### L'Entre-deux-guerres

##### Le monument aux morts
Le monument aux morts, situé dans le cimetière communal, est inauguré le 28 octobre 1923 ; en granite, il a la forme d'un large pilier commémoratif portant à son sommet une croix monumentale ornée de la statue d'un poilu au garde-à-vous, un soleil entourant sa tête,  et constitué en dessous d'une large plaque portent un message patriotique en latin : IM PARADISUM DEDUCANT VOS ANGELI ("Les anges vous conduisent aux paradis"), la liste des morts des différents guerres et en dessous "LE GRAND-FOUGERAY A SES ENFANTS MORTS POUR LA FRANCE".
Le 12 novembre 2023, à la suite des recherches menées par un historien local, 8 noms supplémentaires de soldats "oubliés" lors de l'érection du monument en 1923, ont été rajoutés : ceux de 7 poilus et d'un soldat lors de la Seconde Guerre mondiale.

##### Les autres faits de l'Entre-deux-guerres
Des courses hippiques étaient organisées chaque année sur l'hippodrome de la Belle Étoile à partir de 1920.

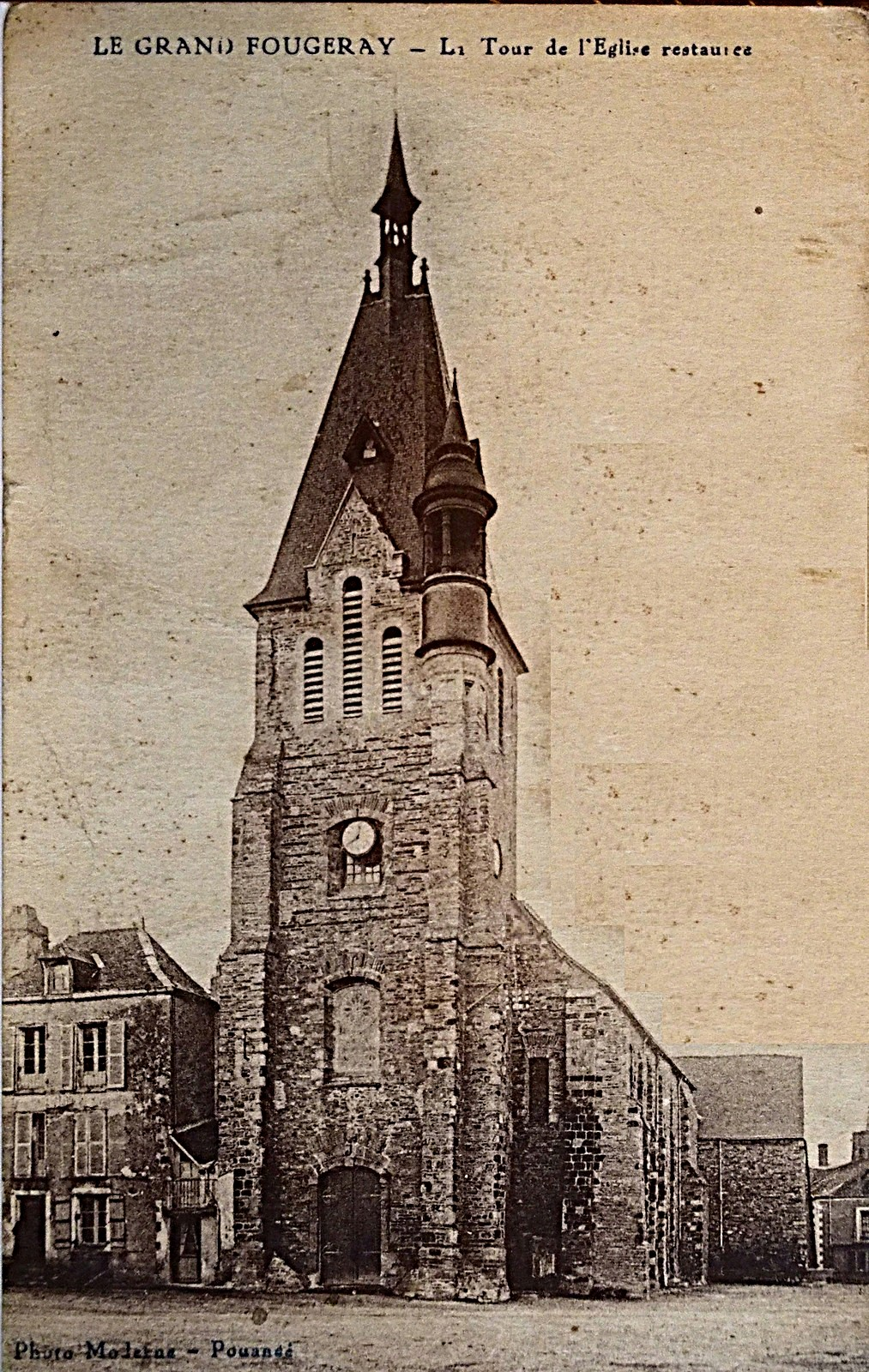
Grand-Fougeray ː le clocher-tour de l'église restaurée (carte postale).
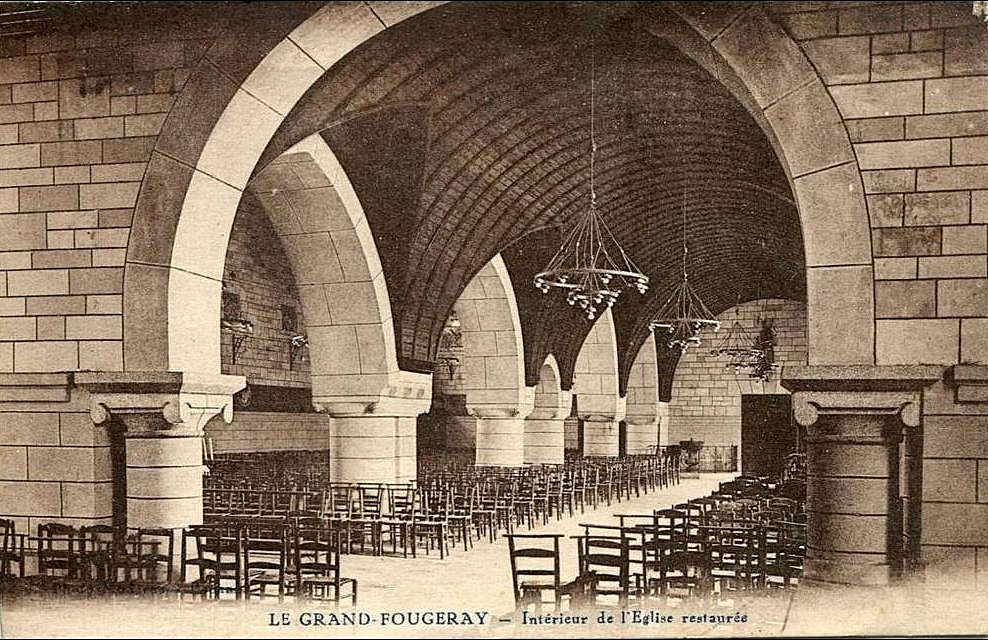
Grand-Fougeray ː intérieur de l'église restaurée (carte postale).
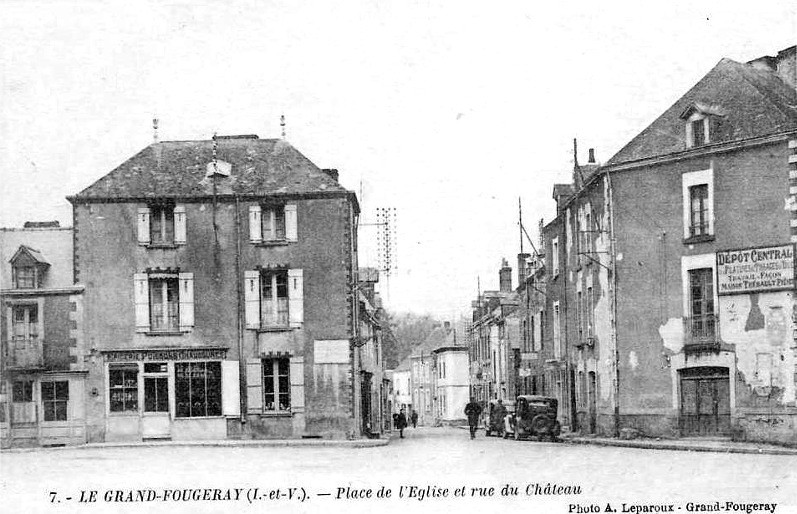
Grand-Fougeray ː Place de l'église et Rue du château vers 1925 (carte postale Leparoux).
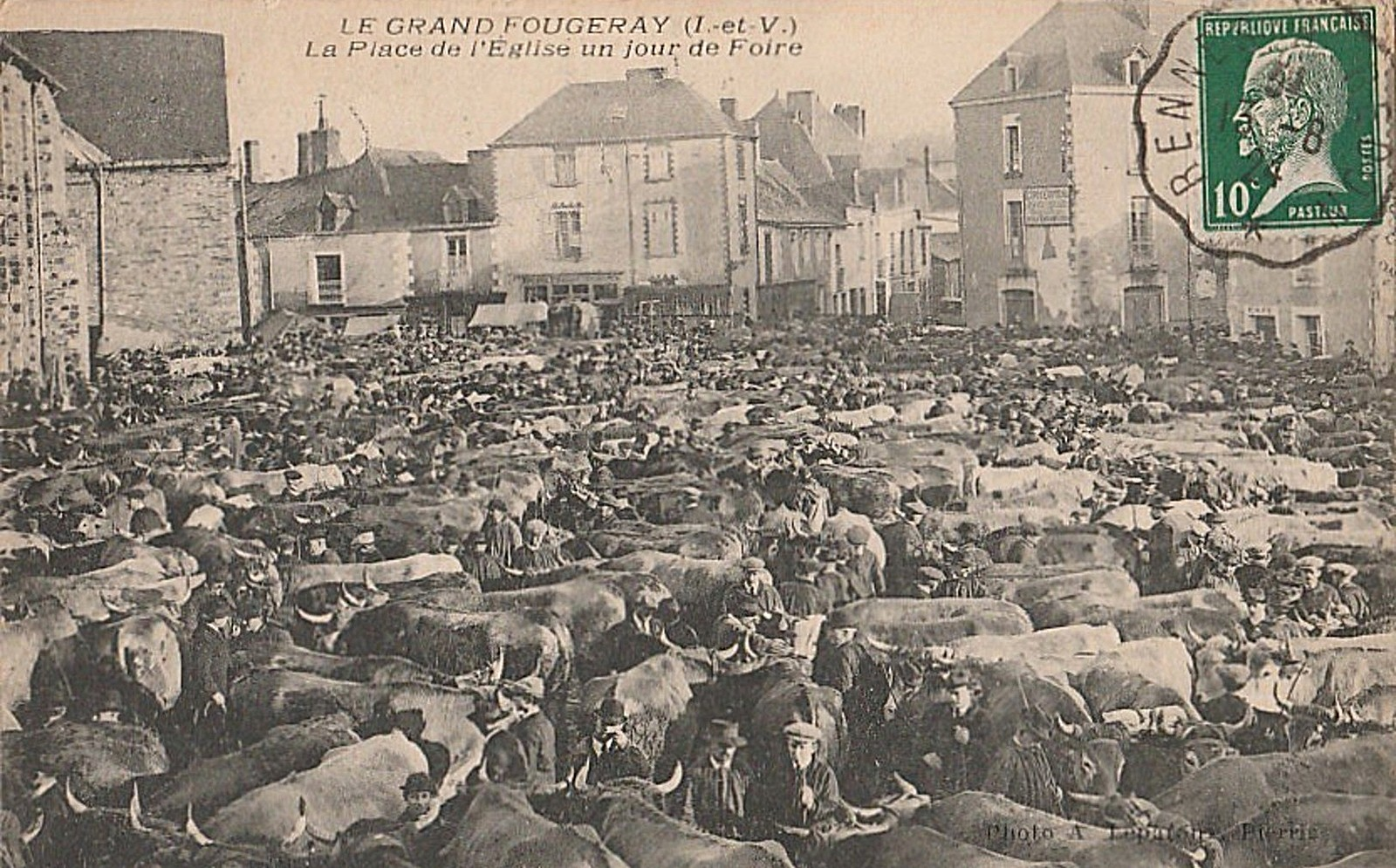
Grand-Fougerayː la Place de l'église un jour de foire (carte postale, vers 1924).
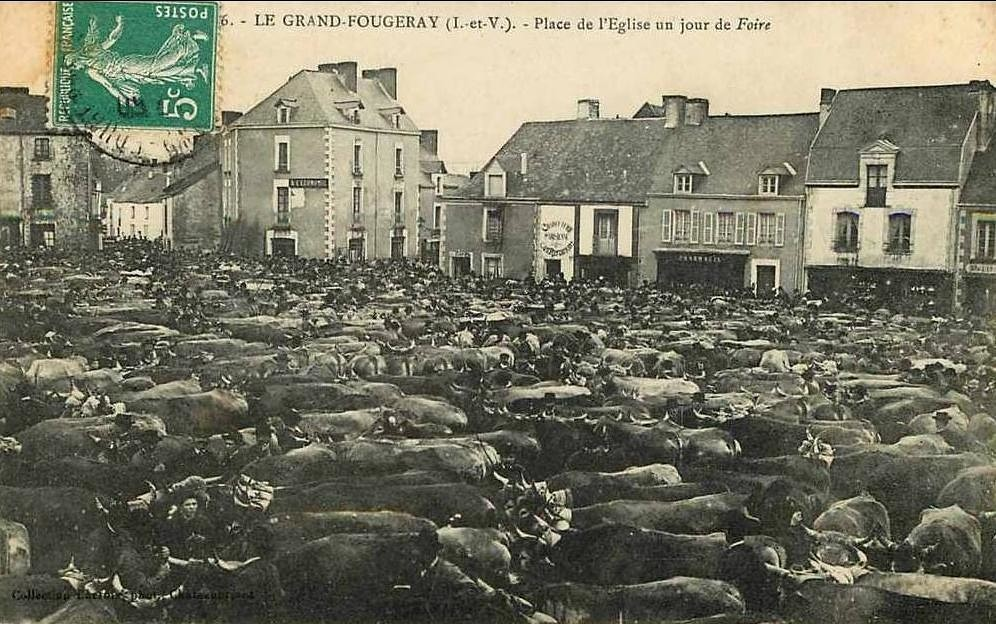
Grand-Fougeray ː la Place de l'église un jour de foire vers 1925 (carte postale).
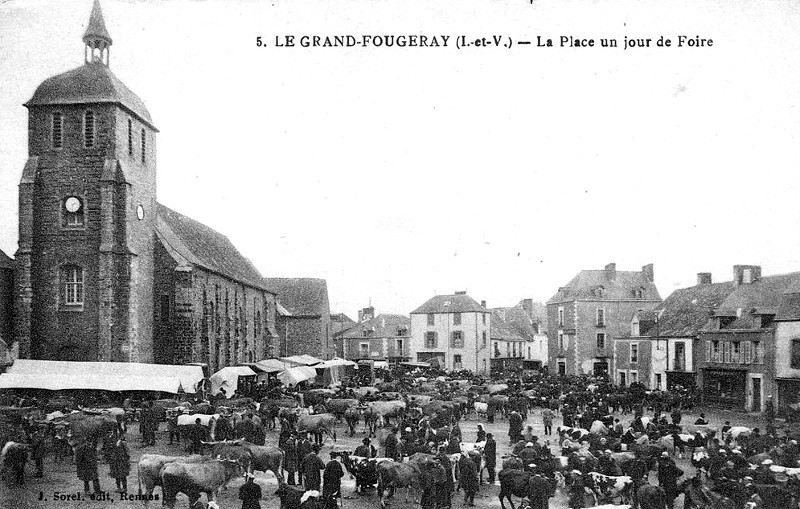
Grand-Fougeray ː la Place de l'église un jour de foire vers 1925 (carte postale).

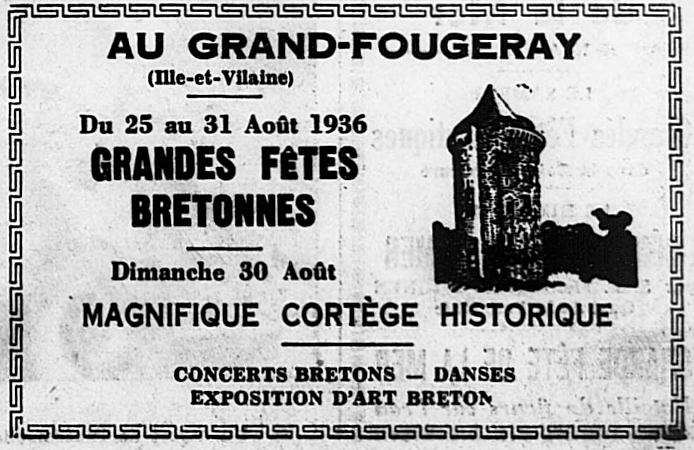
Encart publicitaire des Fêtes bretonnes organisées au Grand-Fougeray le 30 août 1936 (journal L'Ouest-Éclair du 13 août 1936).

En 1932 le Conseil général d'Ille-et-Vilaine écrit dans un rapport que sur la section de la ligne de tramway allant d'Orgères au Grand-Fougeray « le trafic est insignifiant » et décide de réduire les mouvements à 6 trains par jour, dont deux limités à Bain-de-Bretagne, au lieu de 22 et à un seul aller-retour le dimanche. Ces décisions préfigurent la fermeture de la ligne en 1937. Les travaux de dépose de la ligne commencèrent le 24 août 1939.
À l'occasion du congrès annuel de l'Union régionaliste bretonne qui se tint au Grand-Fougeray, de grandes fêtes bretonnes furent organisées au Grand-Fougeray les 25 et 30 août 1936.

#### La Seconde Guerre mondiale
Le monument aux morts du Grand-Fougeray porte les noms de 19 personnes mortes pour la France pendant la Seconde Guerre mondiale ; parmi elles 11 (François Brard, Julien Catreux, Amand Deniaud, Joseph Deniel, Maxime Denis, Joseph Lemau, Henri Letendre, Jean Migot, Léon Saudrais et, en Belgique, Jean Roussière et François Creuzet) sont des soldats tués au printemps 1940 lors de la Bataille de France ; Jean Bonhomme et Félix Hoguet sont des soldats morts en captivité en Allemagne ; Gaston Tardif, résistant, a été tué alors qu'il était en cours de déportation lors d'un mitraillage du train de Langeais le 6 août 1944 ; Roger Nouaille, médecin, résistant, a été fusillé le 7 août 1944 au Grand-Fougeray ; Camille Jourdan (épouse Marzelle) résistante, déportée au camp de concentration de Ravensbrück, puis à celui de Mauthausen, est décédée le 18 octobre 1946 des suites de sa déportation ; Madeleine Lorent est une victime civile de la guerre, tuée le 6 août 1944 au Grand-Fougeray.
Le soir du 6 août 1944 une colonne importante de soldats allemands s'avançait vers le Grand-Fougeray : des résistants Francs-tireurs et partisans tentèrent de s'opposer à leur passage au pont de Port-de-Roche (entre Langon et Sainte-Anne-sur-Vilaine). Mais six furent tués immédiatement, d'autres étant fusillés.

#### L'après Seconde Guerre mondiale
En 1946 l'Étoile sportive du Grand-Fougeray s'affilie à la Fédération sportive et culturelle de France.
Deux soldats (Pierre Friot et Roger Grasland) originaires de Grand-Fougeray sont morts pour la France pendant la Guerre d'Indochine et un (Marcel Chaplais) pendant la Guerre d'Algérie.
Grand Fougeray a connu un déclin démographique au cours du XXe siècle, perdant un tiers de ses habitants entre 1901 (3 861 habitants) et 1999 (1 970 habitants), année de son minimum démographique, car la commune regagne des habitants au début du XXIe siècle (2 523 habitants en 2022). Par exemple entre 1982 et 1990, Grand-Fougeray enregistre 465 décès pour seulement 379 naissances.

### LeXXIesiècle

#### L'annexion du hameau de la Lamberdais
En 2019, le territoire de la commune s'agrandit en intégrant la totalité du hameau du Lamberdais qui était à cheval sur Mouais.

#### Les parcs éoliens
Le parc éolien de la Nourais, constitué de 5 éoliennes d'une puissance installée chacune de 2 000 kW, les turbines ayant un diamètre de 80 mètres) a été installé en 2007 à cheval sur les communes du Grand-Fougeray (3 éoliennes) et de La Noë-Blanche (2 éoliennes). Un projet de remplacement par 5 éoliennes plus puissantes, permettant de tripler la production d'électricité, a été approuvé en 2024.
La société "IEL Exploitation" a obtenu en 2011 un permis de construire un parc éolien constitué de quatre aérogénérateurs de 140 m de haut, au lieu-dit la Lande-du-Haut-Bout, à cheval sur les communes du Grand-Fougeray et de la Dominelais ; mais, à la suite de Corson de riverains, le permis de construire est annulé en 2017 par le Conseil d'État.

## Héraldique
| Blason de Grand-Fougeray | - Blasonnement : D'hermine à la tour de gueules chargée d'une vache d'or, la queue fourchée passant entre les jambes et remontant au-dessus du dos. |

## Politique et administration

### Rattachements administratifs et électoraux
Grand-Fougeray appartient à l'arrondissement de Redon et au canton de Bain-de-Bretagne depuis le redécoupage cantonal de 2014. Avant cette date, la commune était le chef-lieu du canton de Grand-Fougeray.

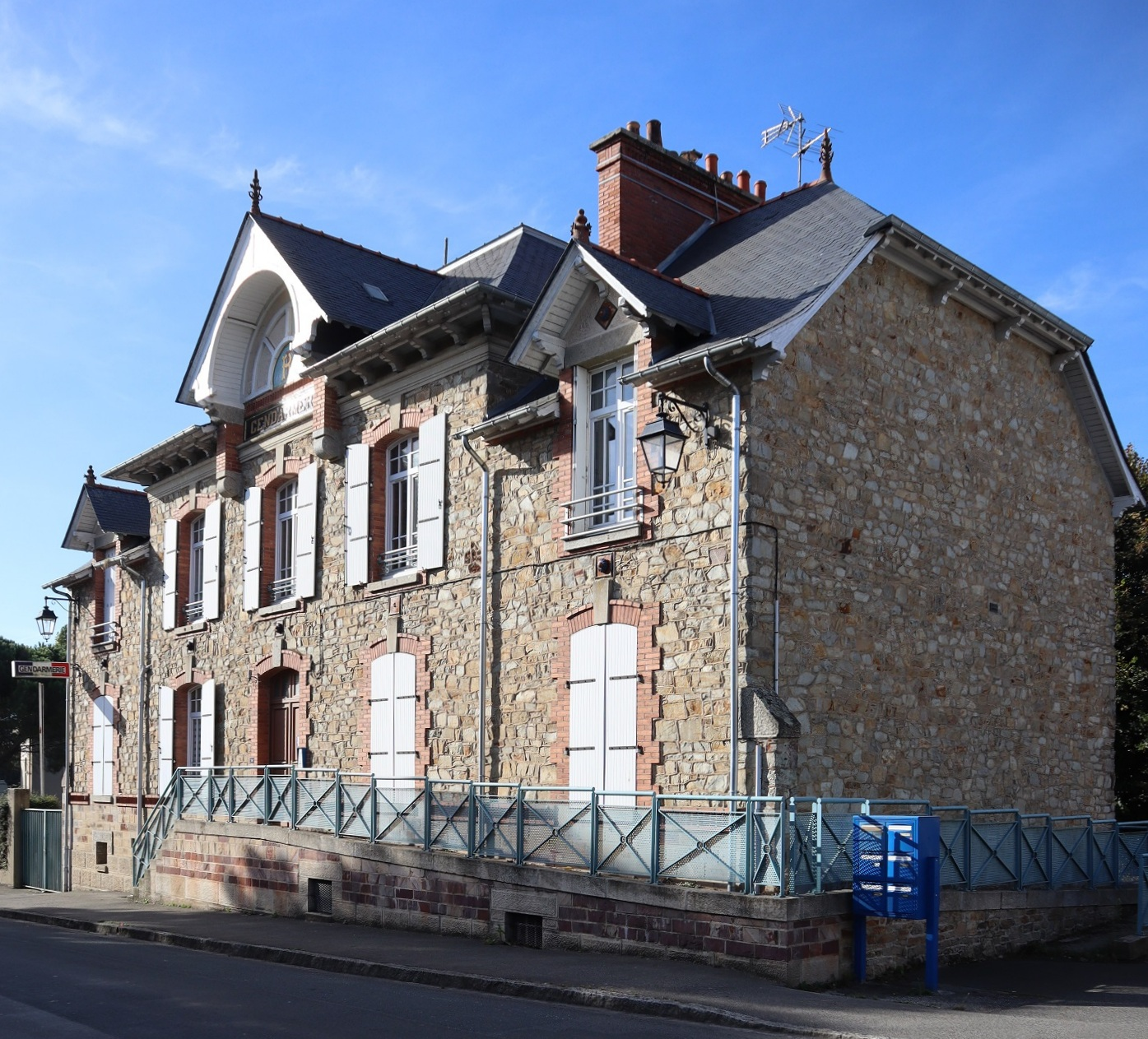
La gendarmerie du Grand-Fougeray.

Pour l'élection des députés, la commune fait partie de la quatrième circonscription d'Ille-et-Vilaine, représentée depuis juin 2017 par Gaël Le Bohec (LREM). Sous la Ve République, Grand-Fougeray et son canton ont toujours été intégrés à cette circonscription, sauf pendant la période 1986-1988 où les députés étaient élus au scrutin proportionnel de liste, le département d'Ille-et-Vilaine formant une circonscription unique. Auparavant, elle a successivement appartenu à la circonscription de Montfort - Redon (Second Empire, 1857-1870) et à la circonscription de Redon (IIIe République, 1876-1919 et 1928-1940).

### Intercommunalité
Depuis le 1er janvier 2017, date de sa création, la commune appartient à Bretagne Porte de Loire Communauté. Cette intercommunalité est issue de la fusion de la communauté de communes de Moyenne Vilaine et Semnon et de celle du Pays de Grand-Fougeray, dont Grand-Fougeray était la ville principale et le siège.
La communauté de communes du Pays de Grand-Fougeray fut fondée en 1994 et avait succédé au SIVU des Quatre Routes, créé en 1988.
Grand-Fougeray fait aussi partie du Pays des Vallons de Vilaine.

### Administration municipale
Le nombre d'habitants au dernier recensement étant compris entre 1 500 et 2 499, le nombre de membres du conseil municipal est de 19.

### Liste des maires

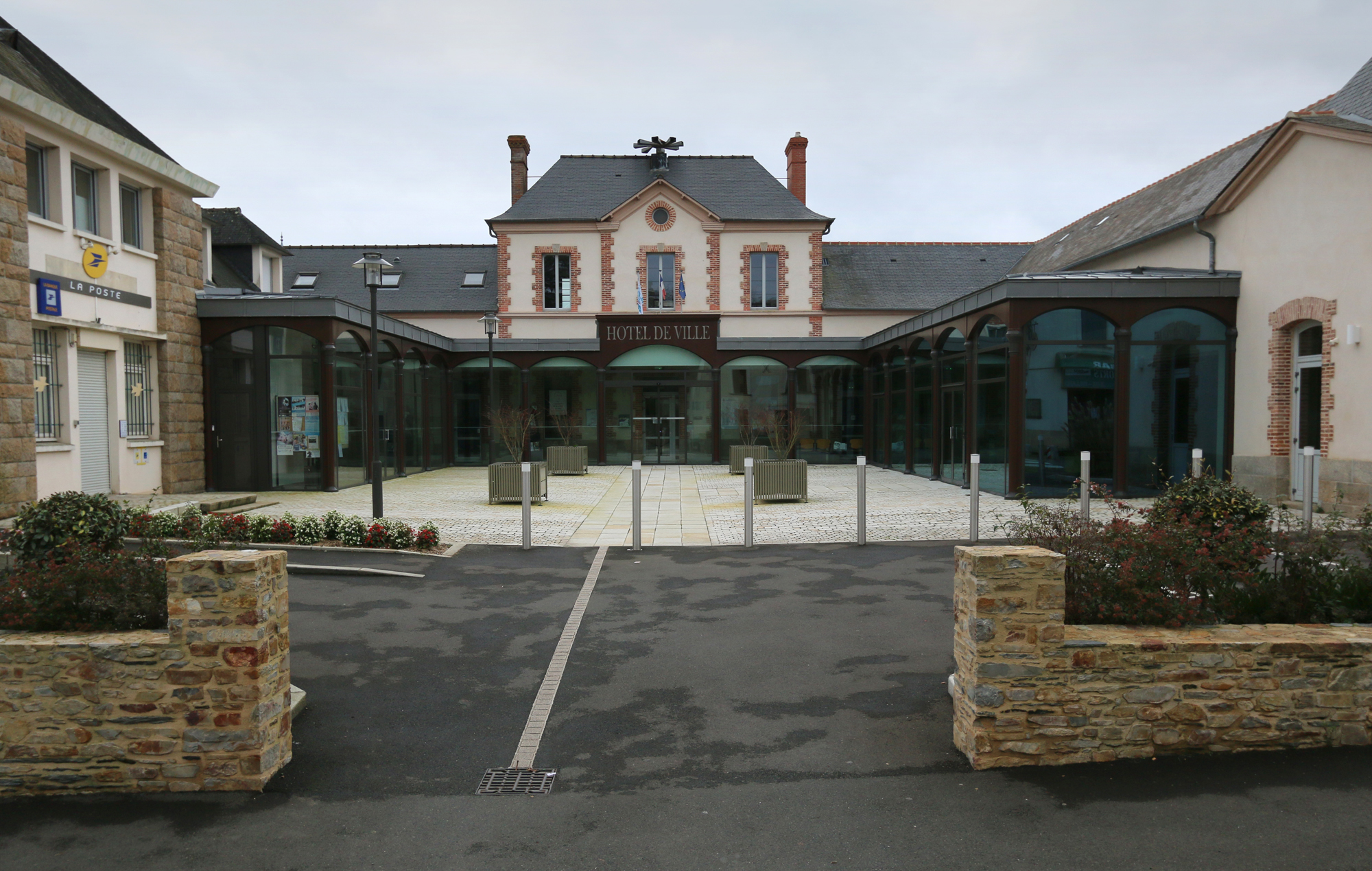
Mairie de Grand-Fougeray.

### Tendances politiques et résultats

#### Élections municipales et communautaires

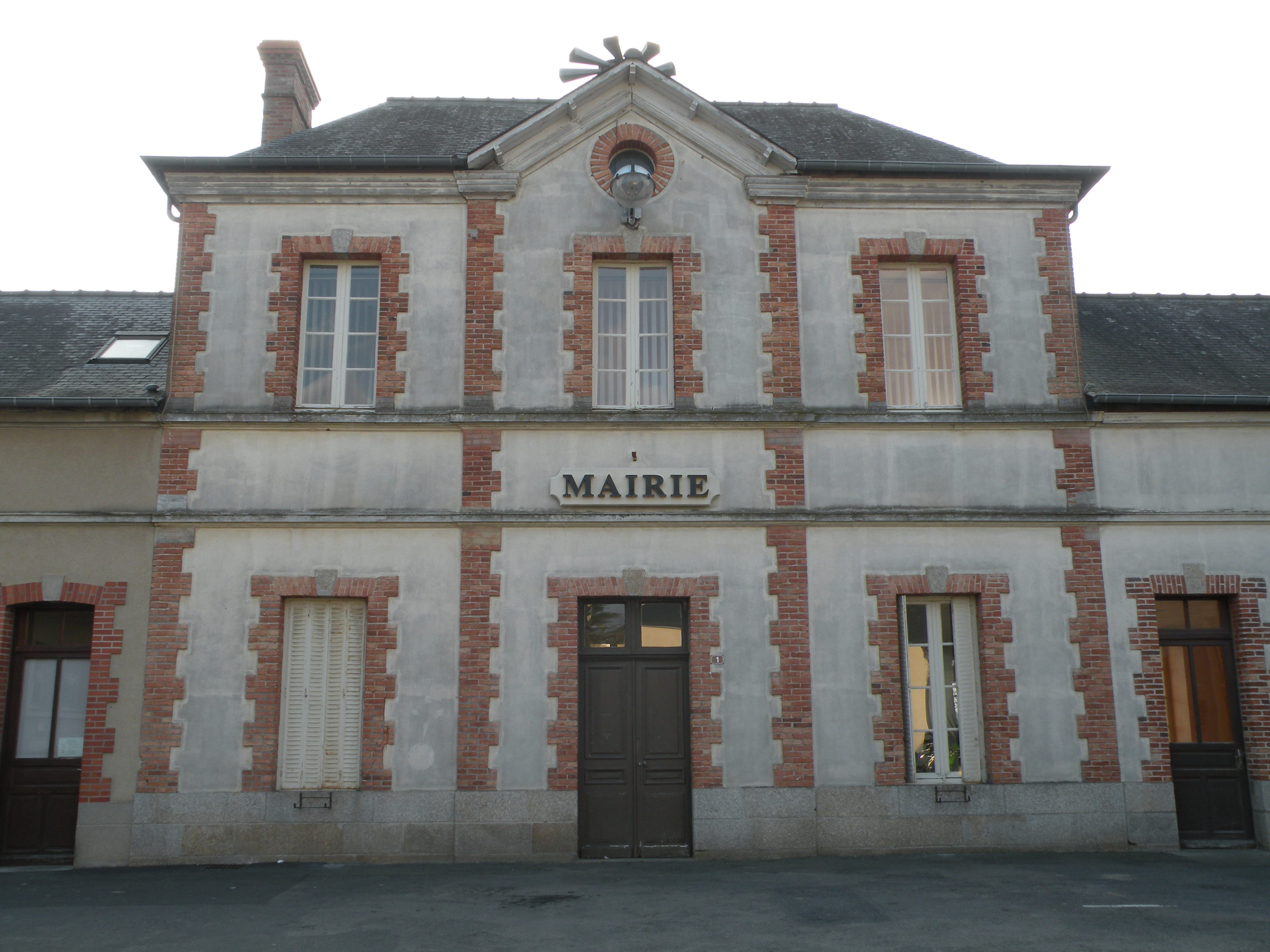
La mairie du Grand-Fougeray.

- Élection municipale de 2014

|                                         | Alain David * | DVD | 751 | 66,05 | 16 | 8 |
| Ensemble, gardons le cap                |               |     | 751 | 66,05 | 16 | 8 |
|                                         | Alain Saurat  | SE  | 386 | 33,94 | 3  | 2 |
| Pour l'avenir du Pays de Grand-Fougeray |               |     | 386 | 33,94 | 3  | 2 |
| * Liste du maire sortant                |               |     |     |       |    |   |

- Élection municipale de 2020

| Tête de liste                                | Tête de liste   | Liste | Premier tour | Premier tour | Sièges | Sièges |
| Tête de liste                                | Tête de liste   | Liste | Voix         | %            | CM     | CC     |
| -------------------------------------------- | --------------- | ----- | ------------ | ------------ | ------ | ------ |
|                                              | Nadine Dréan    | DVD   | 472          | 54,31        | 15     | 2      |
| Réunis pour l'avenir de Grand-Fougeray       |                 |       | 472          | 54,31        | 15     | 2      |
|                                              | Norbert Janvier | SE    | 397          | 45,68        | 4      | 1      |
| Une dynamique, une équipe au service de tous |                 |       | 397          | 45,68        | 4      | 1      |

## Démographie
L'évolution du nombre d'habitants est connue à travers les recensements de la population effectués dans la commune depuis 1793. Pour les communes de moins de 10 000 habitants, une enquête de recensement portant sur toute la population est réalisée tous les cinq ans, les populations de référence des années intermédiaires étant quant à elles estimées par interpolation ou extrapolation. Pour la commune, le premier recensement exhaustif entrant dans le cadre du nouveau dispositif a été réalisé en 2008.

En 2022, la commune comptait 2 523 habitants, en évolution de +2,77 % par rapport à 2016 (Ille-et-Vilaine : +5,46 %, France hors Mayotte : +2,11 %).
| 1793  | 1800  | 1806  | 1821  | 1831  | 1836  | 1841  | 1846  | 1851  |
| ----- | ----- | ----- | ----- | ----- | ----- | ----- | ----- | ----- |
| 4 417 | 4 193 | 3 898 | 4 673 | 5 501 | 5 407 | 5 254 | 5 425 | 5 619 |

| 1856  | 1861  | 1866  | 1872  | 1876  | 1881  | 1886  | 1891  | 1896  |
| ----- | ----- | ----- | ----- | ----- | ----- | ----- | ----- | ----- |
| 5 656 | 5 859 | 6 264 | 6 310 | 6 370 | 3 701 | 3 813 | 3 869 | 3 815 |

| 1901  | 1906  | 1911  | 1921  | 1926  | 1931  | 1936  | 1946  | 1954  |
| ----- | ----- | ----- | ----- | ----- | ----- | ----- | ----- | ----- |
| 3 861 | 3 706 | 3 581 | 3 064 | 3 044 | 2 898 | 2 829 | 2 753 | 2 522 |

| 1962  | 1968  | 1975  | 1982  | 1990  | 1999  | 2006  | 2008  | 2013  |
| ----- | ----- | ----- | ----- | ----- | ----- | ----- | ----- | ----- |
| 2 311 | 2 219 | 2 008 | 2 032 | 1 995 | 1 970 | 2 211 | 2 279 | 2 417 |

| 2018  | 2022  | - | - | - | - | - | - | - |
| ----- | ----- | - | - | - | - | - | - | - |
| 2 436 | 2 523 | - | - | - | - | - | - | - |

## Sites et monuments
Bénéficiant d'un rôle important au Moyen Âge, Le Grand-Fougeray possède aujourd'hui quelques vestiges des siècles passés. La commune compte ainsi trois monuments historiques :
- Du château-fort édifié au XIIIe siècle subsiste le donjon, couramment appelé la tour Duguesclin en hommage à Bertrand du Guesclin, dont le château aurait été la première conquête en 1354. Des ouvertures ont été percées au XVe siècle. La tour a été classée par arrêté du 20 janvier 1913[92].

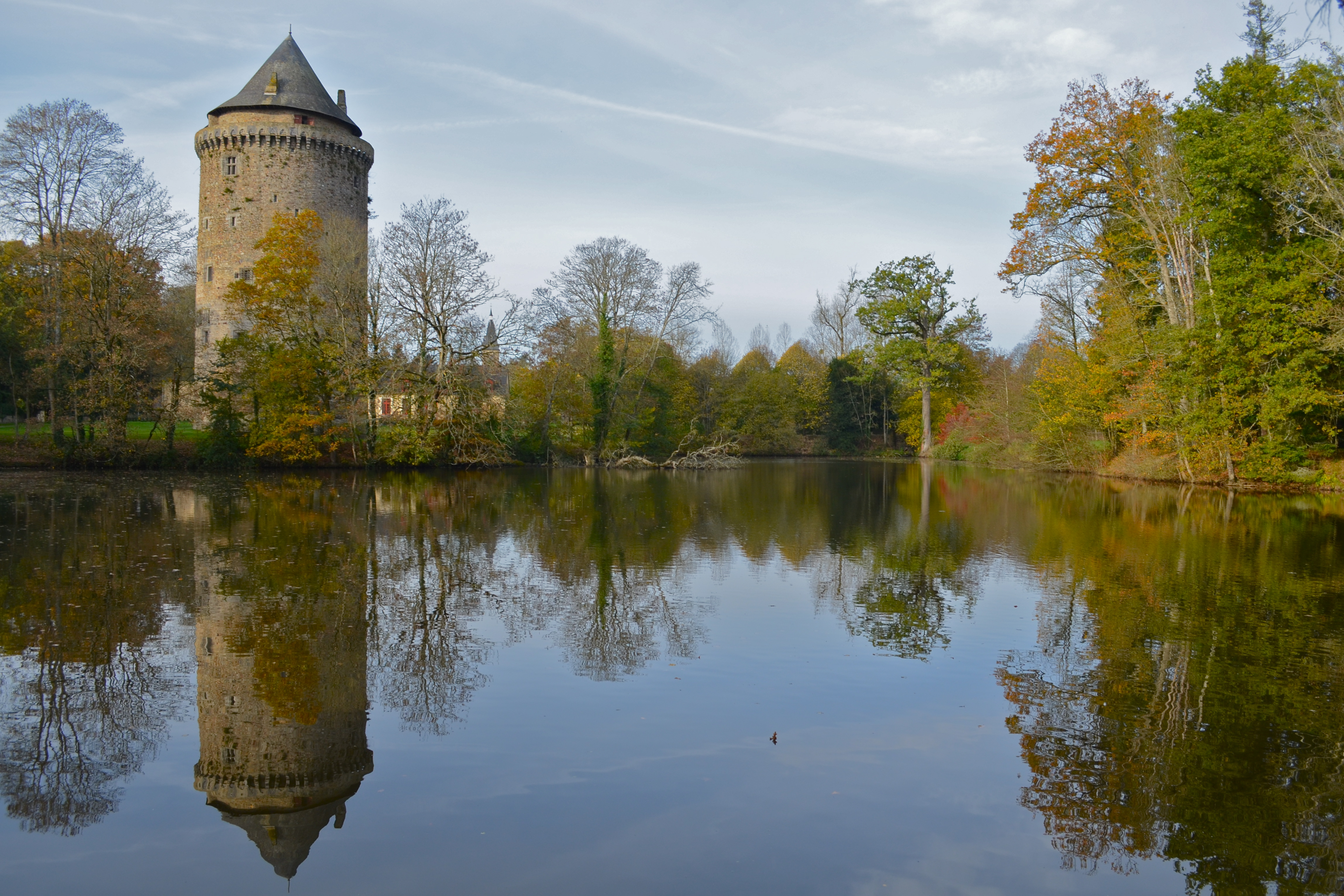
Vue générale du site.
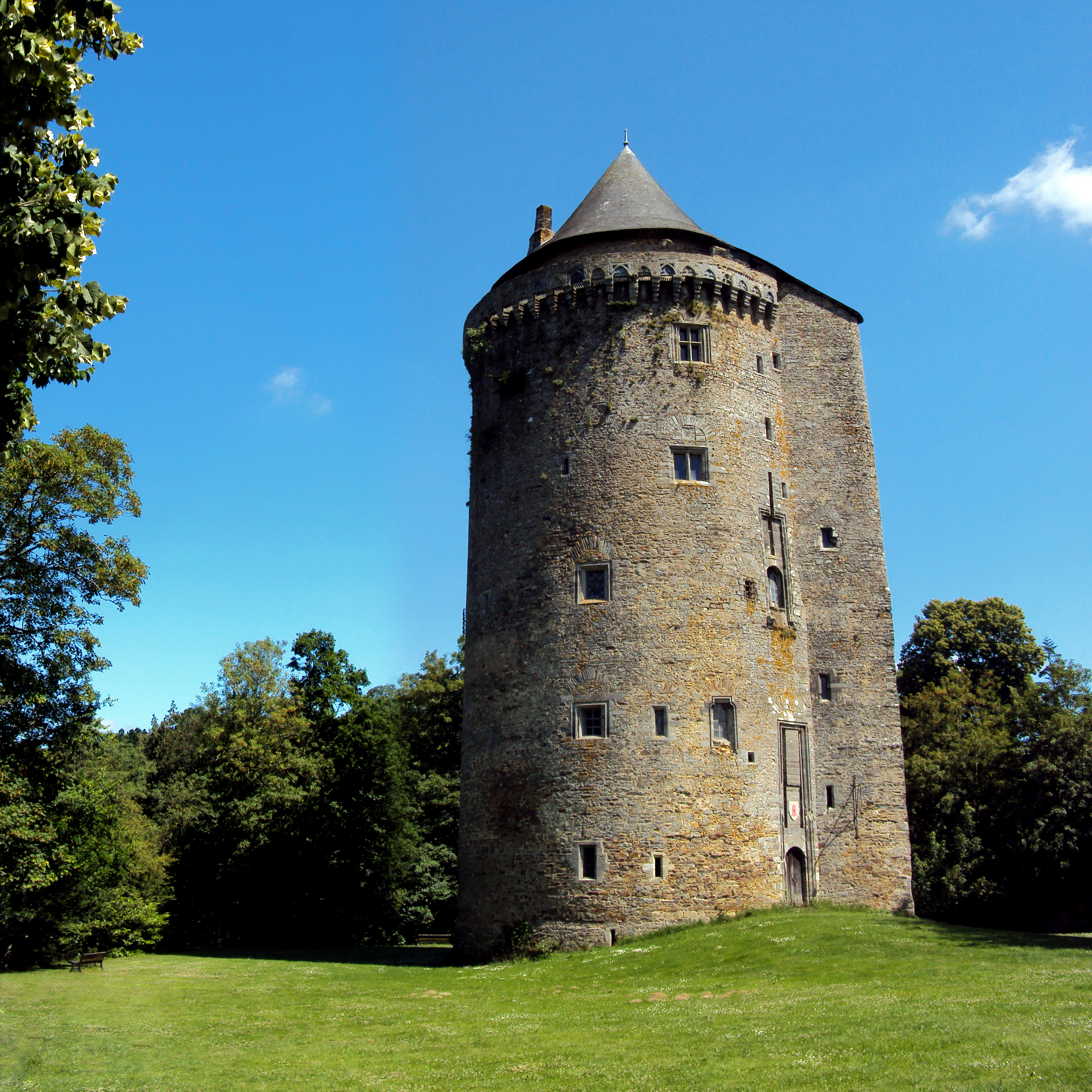
La tour Du Guesclin vue du nord-ouest.
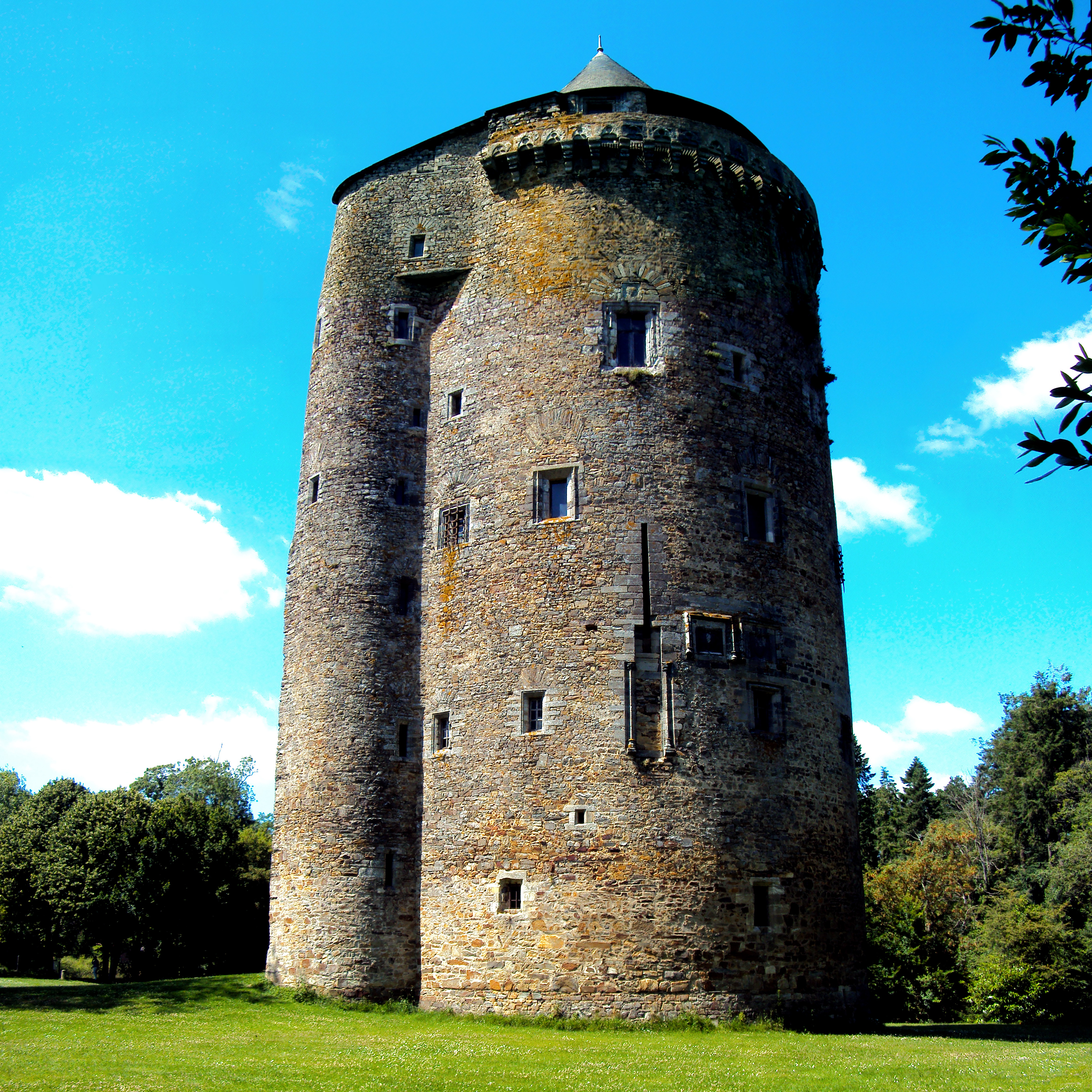
La tour Du Guesclin vue du sud-est.
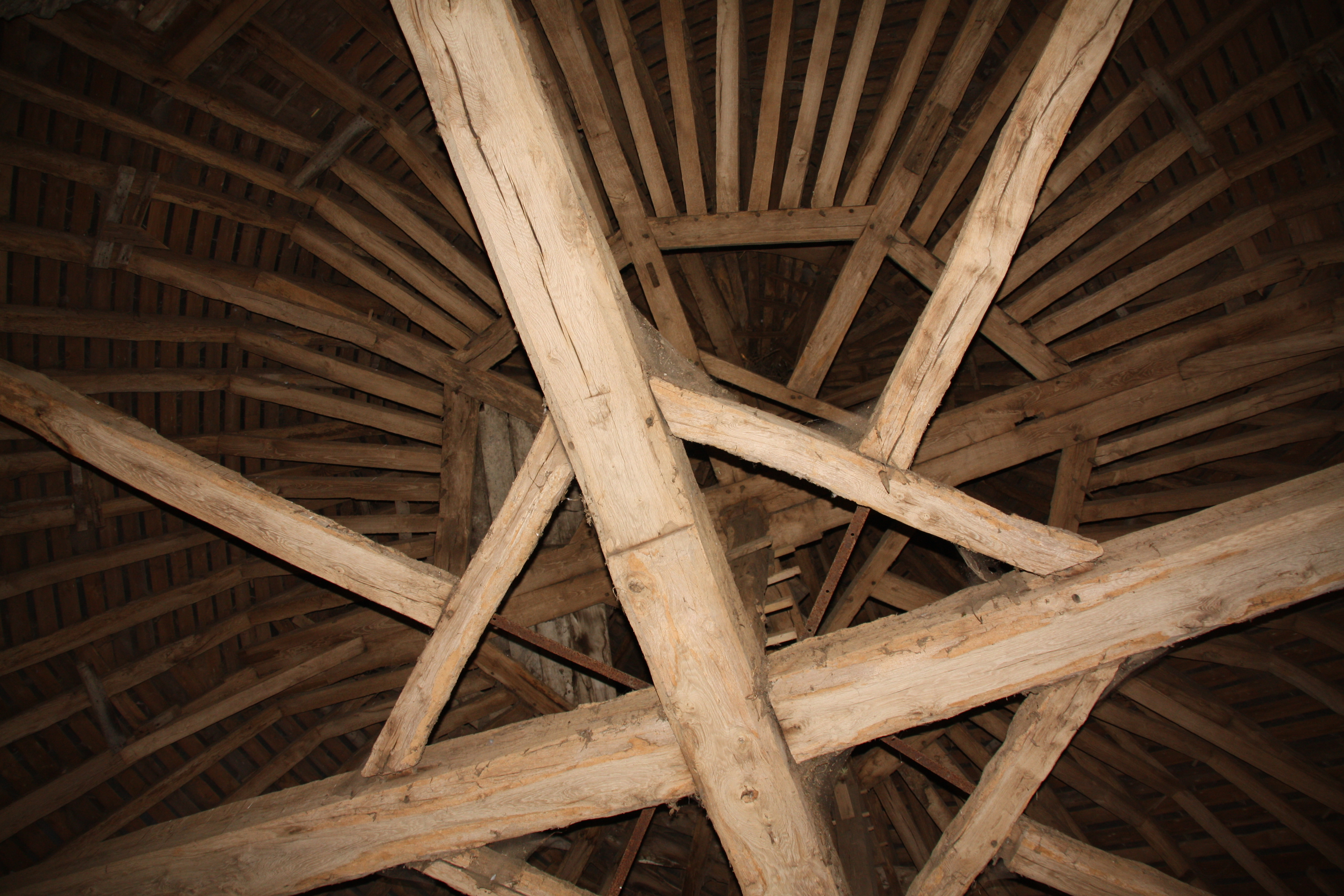
La charpente de la tour Du Guesclin.
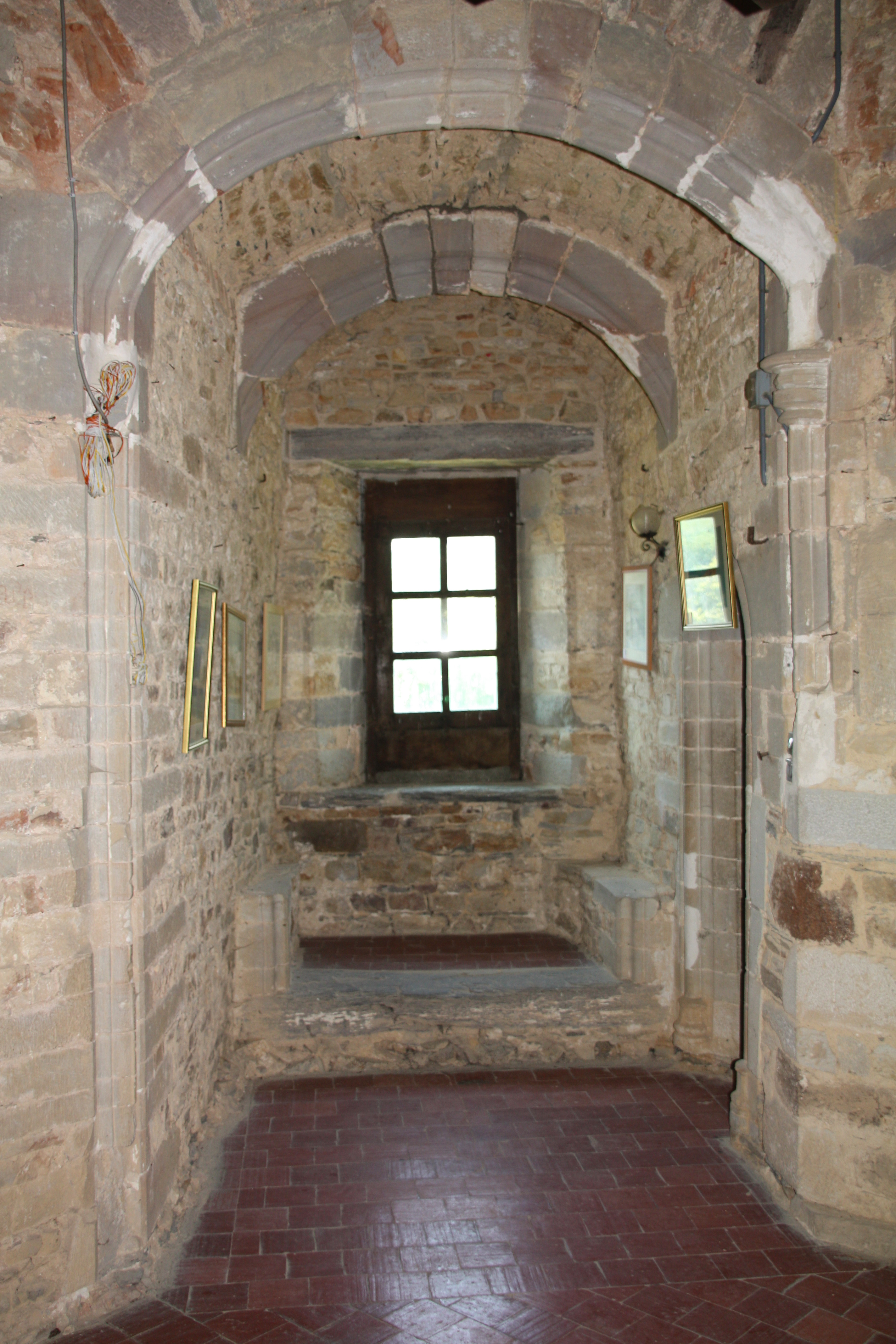
Vue intérieure partielle.

- L'église Saint-Pierre-et-Saint-Paul, partiellement romane, domine le bourg de sa haute silhouette. Elle a aussi une histoire riche liée au passé de la ville. L'église construite au XIIe[93] siècle a été constamment remaniée au cours des siècles. La partie romane la plus lisible est le mur sud de la nef. En petit appareil polychrome il est épaulé de contreforts maçonnés plats répartis de façon irrégulière. Entre le troisième et le quatrième, on lit la trace d'une mince fenêtre-meurtrière de plein cintre rebouchée. Les grandes fenêtres ont été percées en 1830. Le clocher-porche a été construit au XVIIIe siècle puis rehaussé au début du XXe siècle par Hyacinthe Perrin[94]. À l'intérieur, le mur sud et la porte occidentale de la nef charpentée sont romans. Le mur nord a été repris au XVe siècle et modifiées en 1830. D'un style indéfinissable, il est percé d'arcs de hauteurs différentes à simple rouleau retombant de grosses piles rondes. Le chœur à chevet plat date du XIIIe siècle. Il est percé d'une maîtresse vitre à remplages.

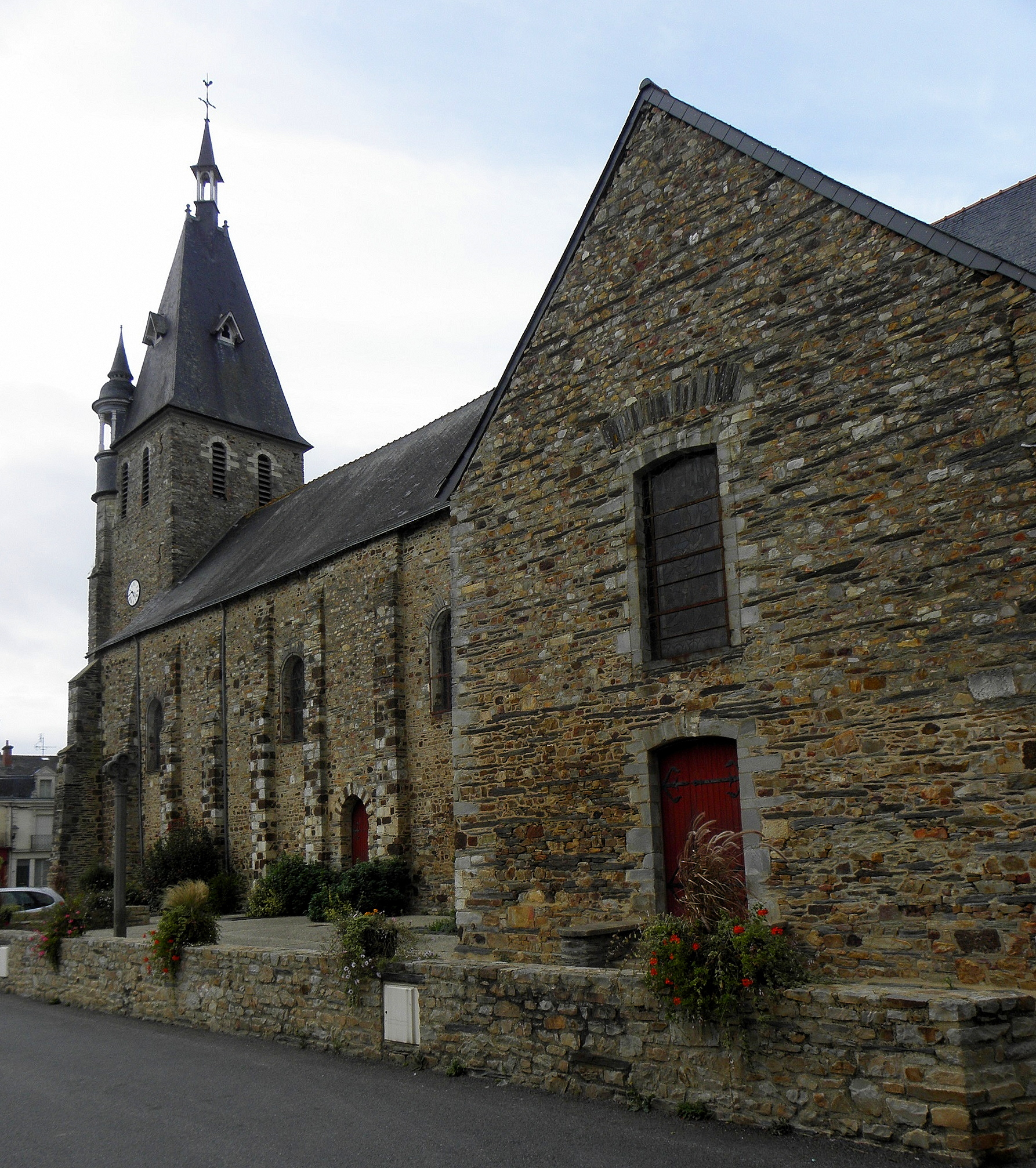
Vue extérieure d'ensemble.
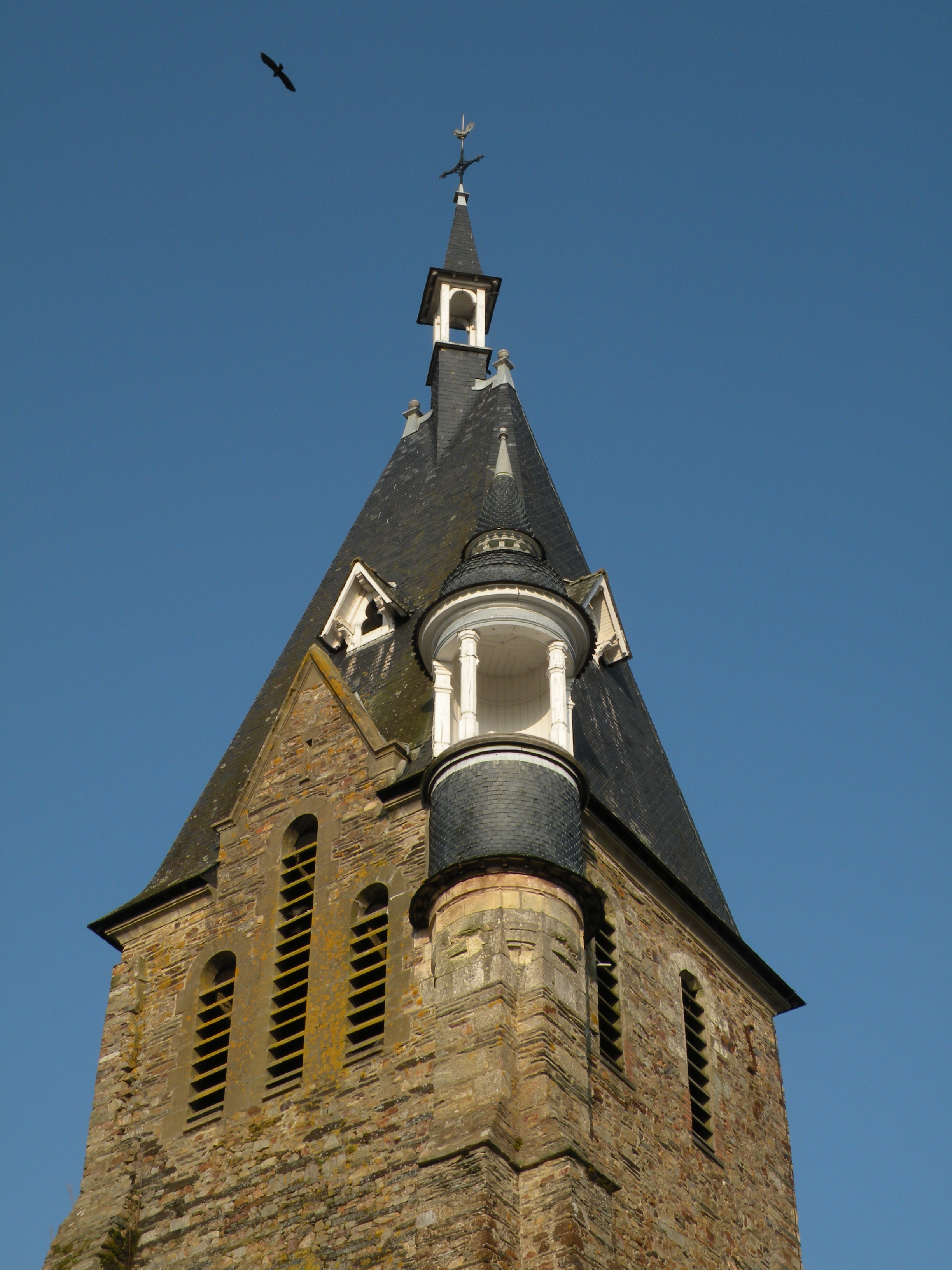
Clocher de l'église Saint-Pierre-Saint-Paul (XVIIIe – XXe siècles).
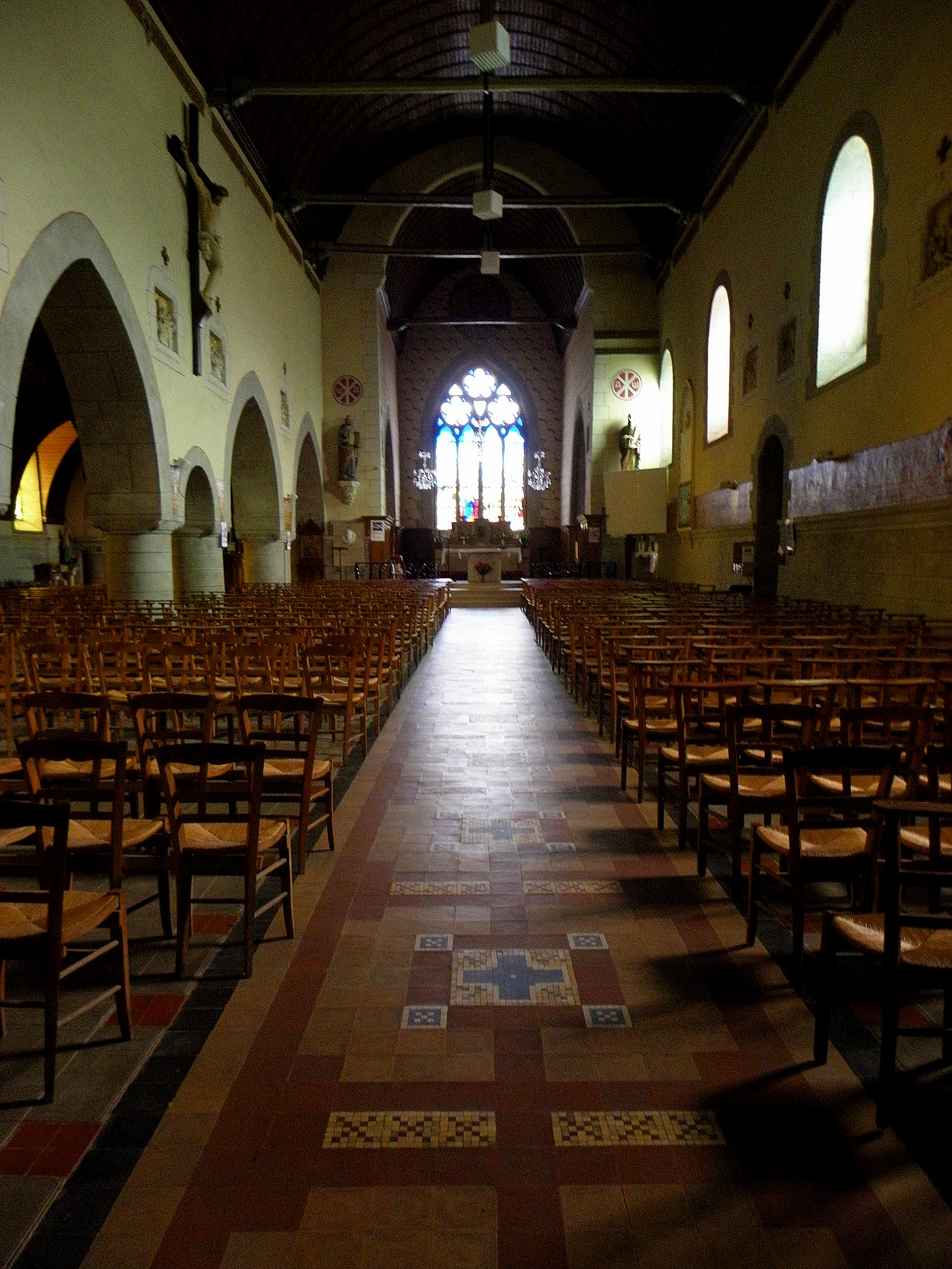
Vue intérieure d'ensemble.
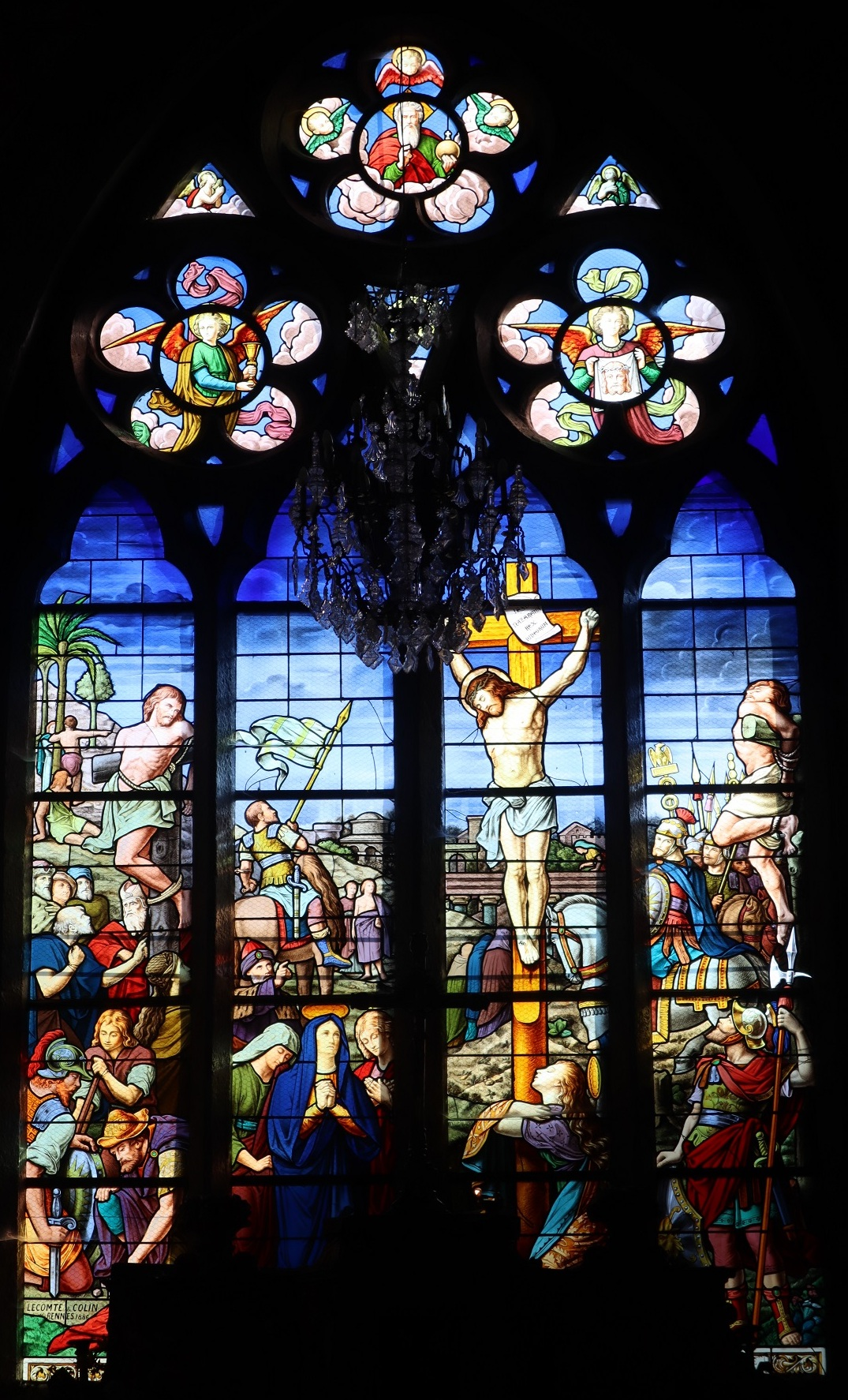
La maîtresse-vitre.
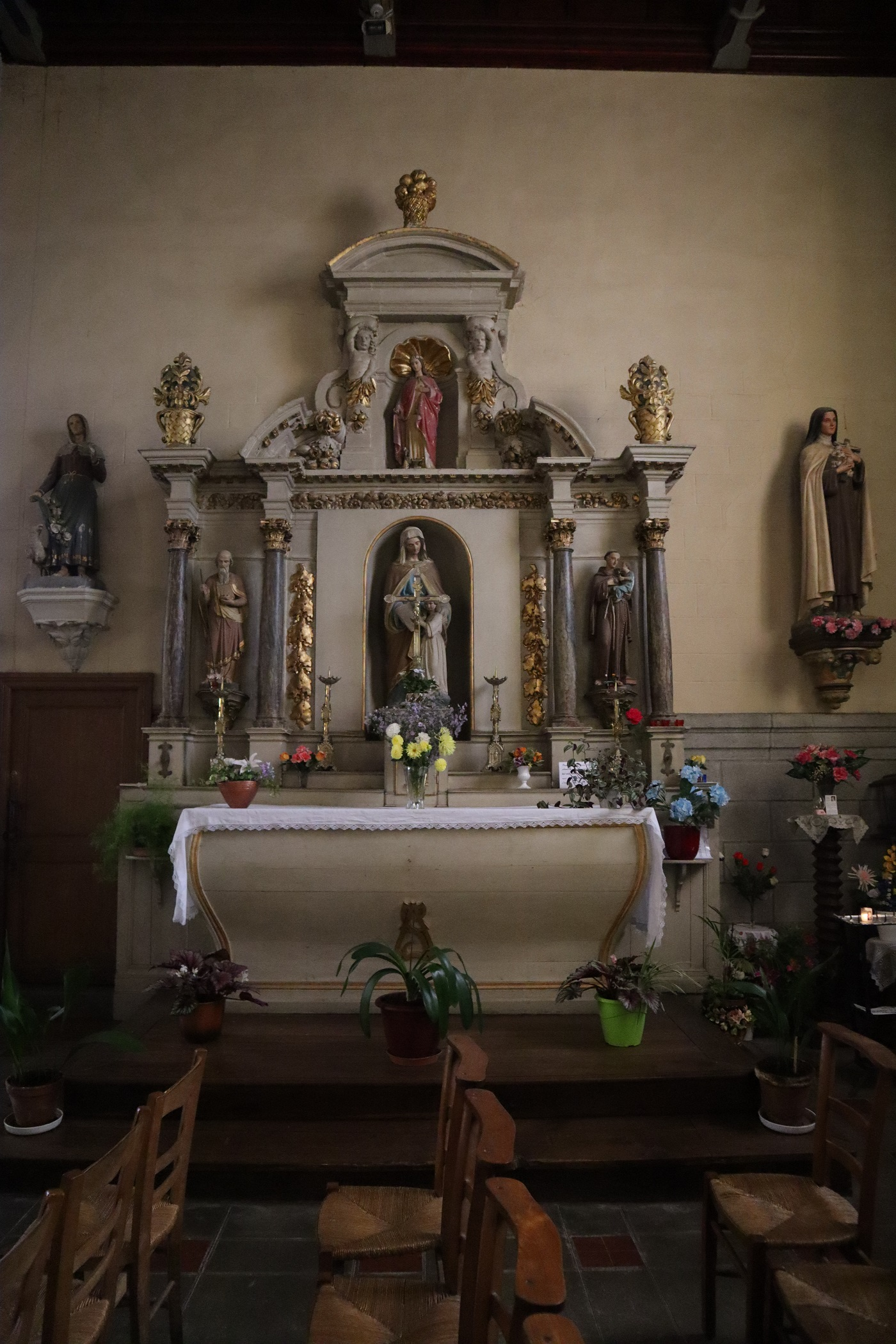
Autel et retable sud.

- L'ancien auditoire de justice, une maison à colombages du XVIe siècle, abrite désormais les services de la communauté de communes du Grand-Fougeray. Elle a été inscrite par arrêté du 22 mars 1930[95].

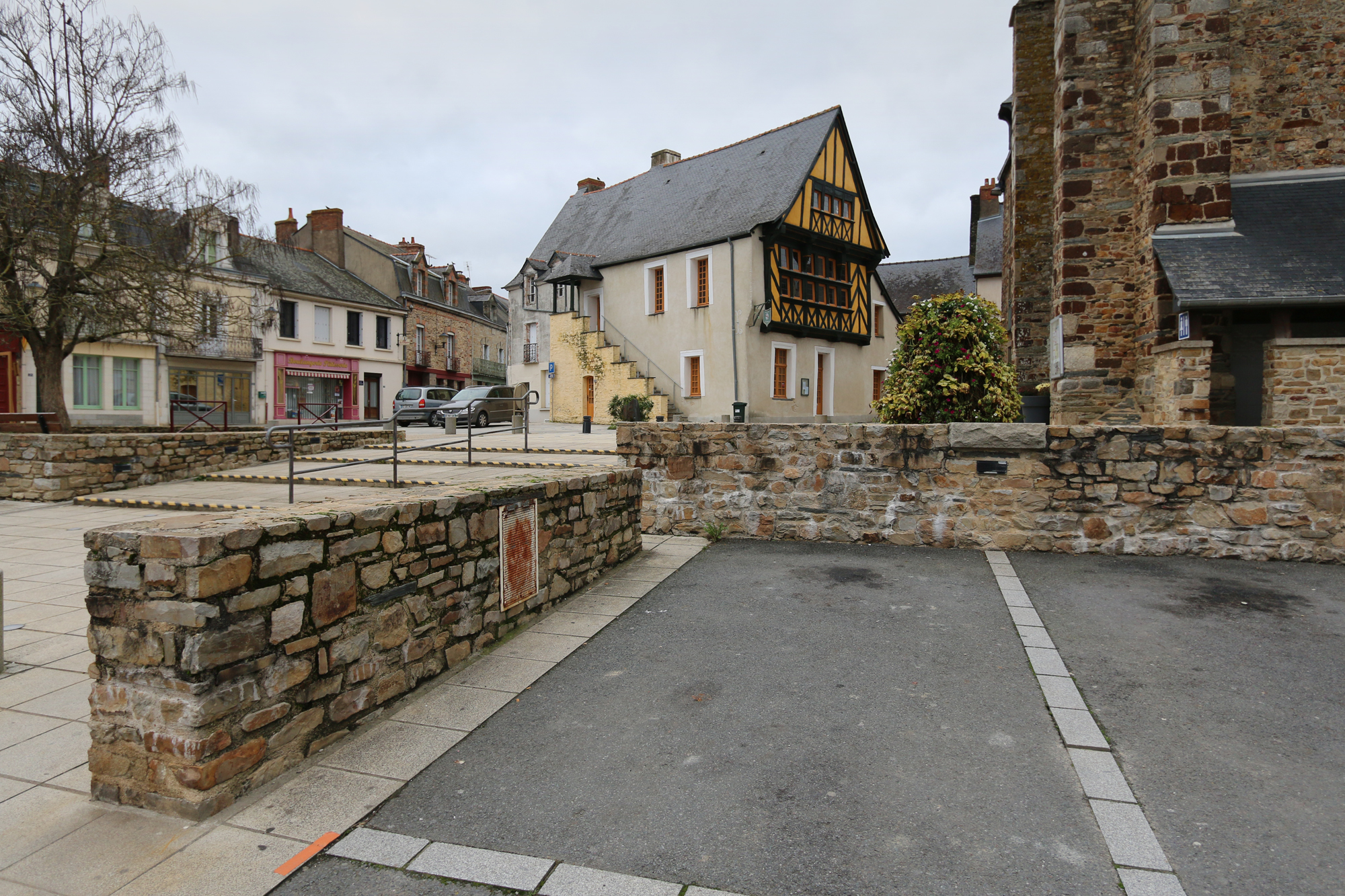
L'ancienne maison de justice : vue générale.
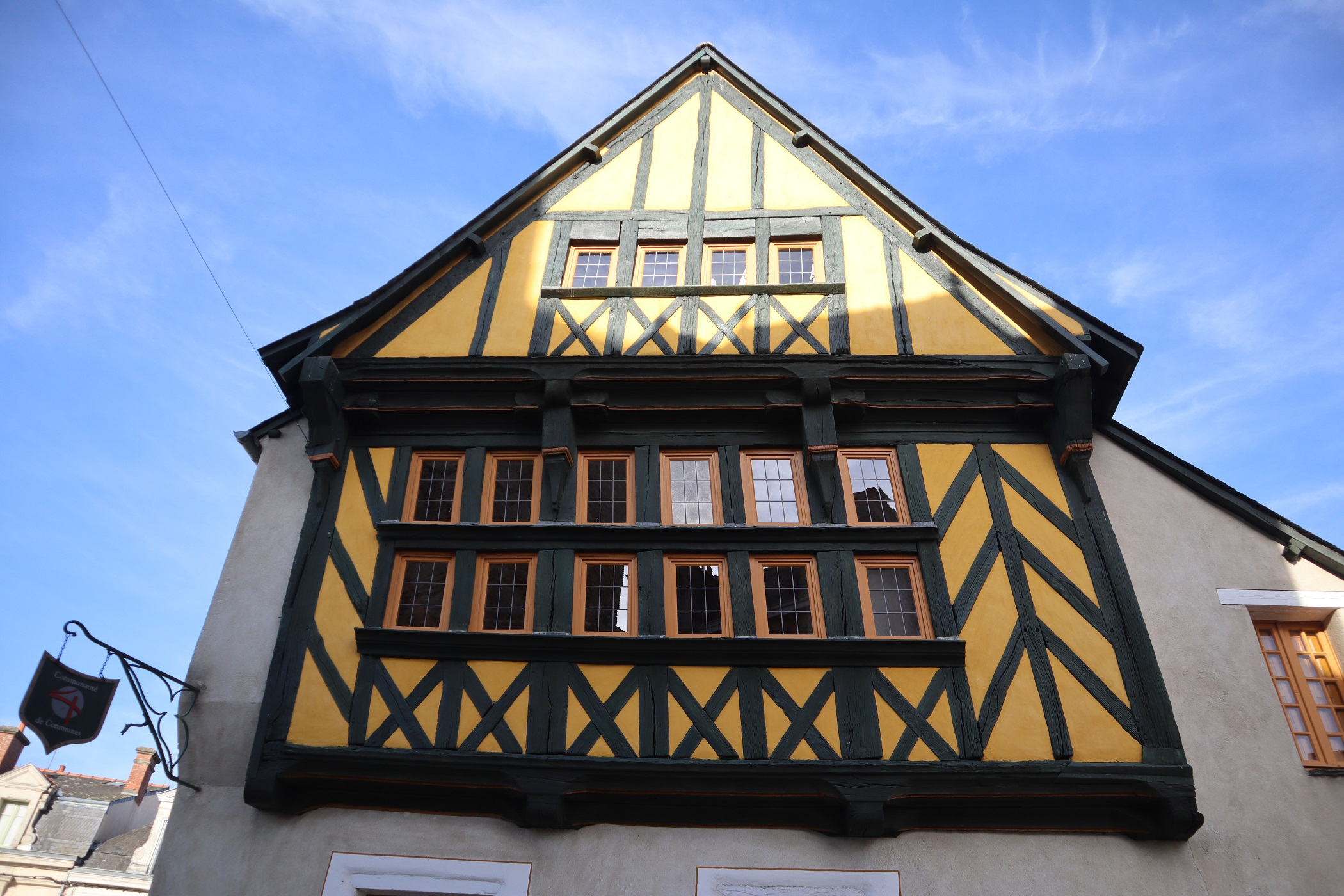
L ancienne maison de justice : façade.

- La croix du XVe siècle située près de l'église a été inscrite par arrêté du 22 mars 1930[96].

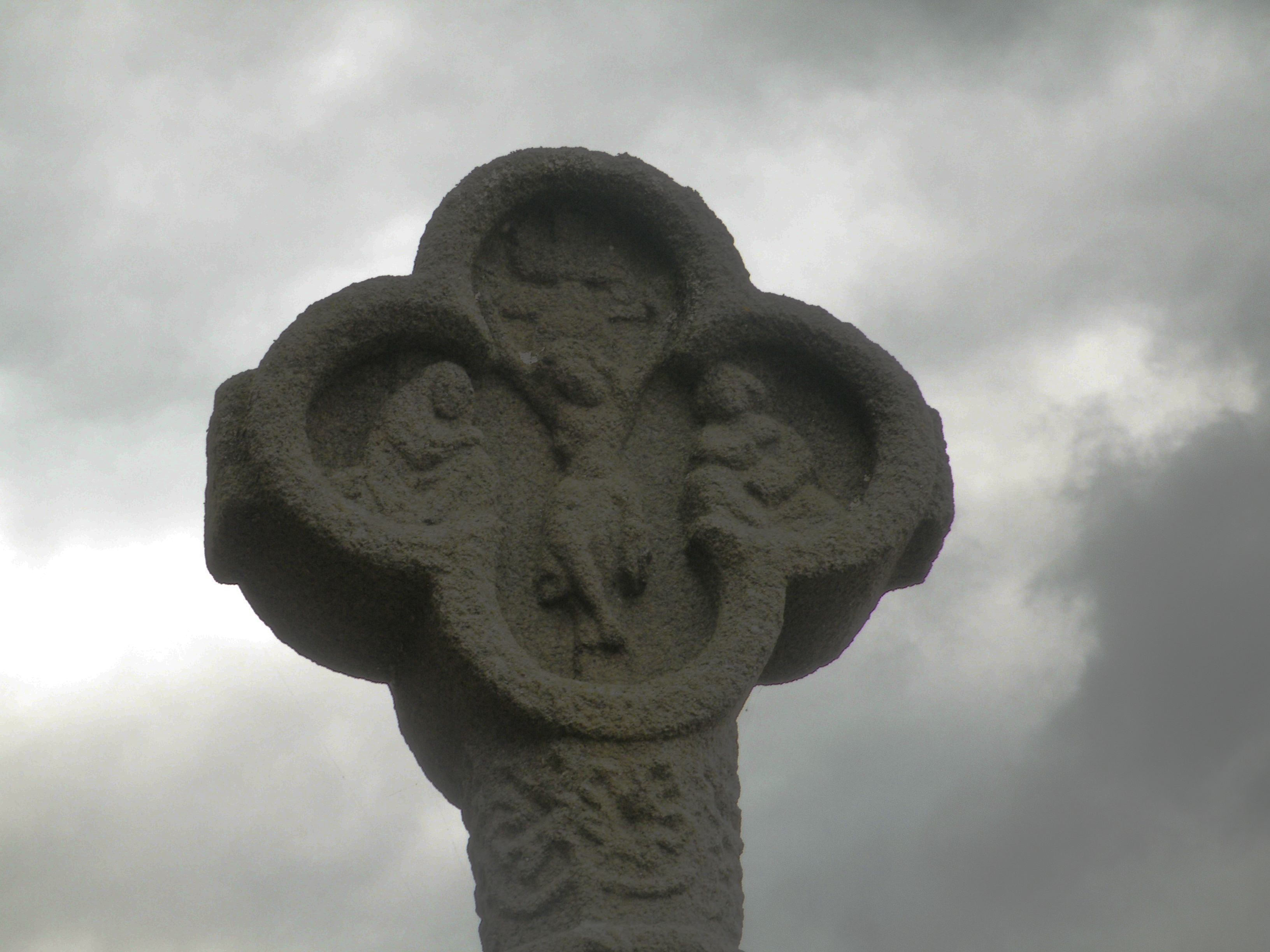
Côté ouest de la croix du XVe siècle.
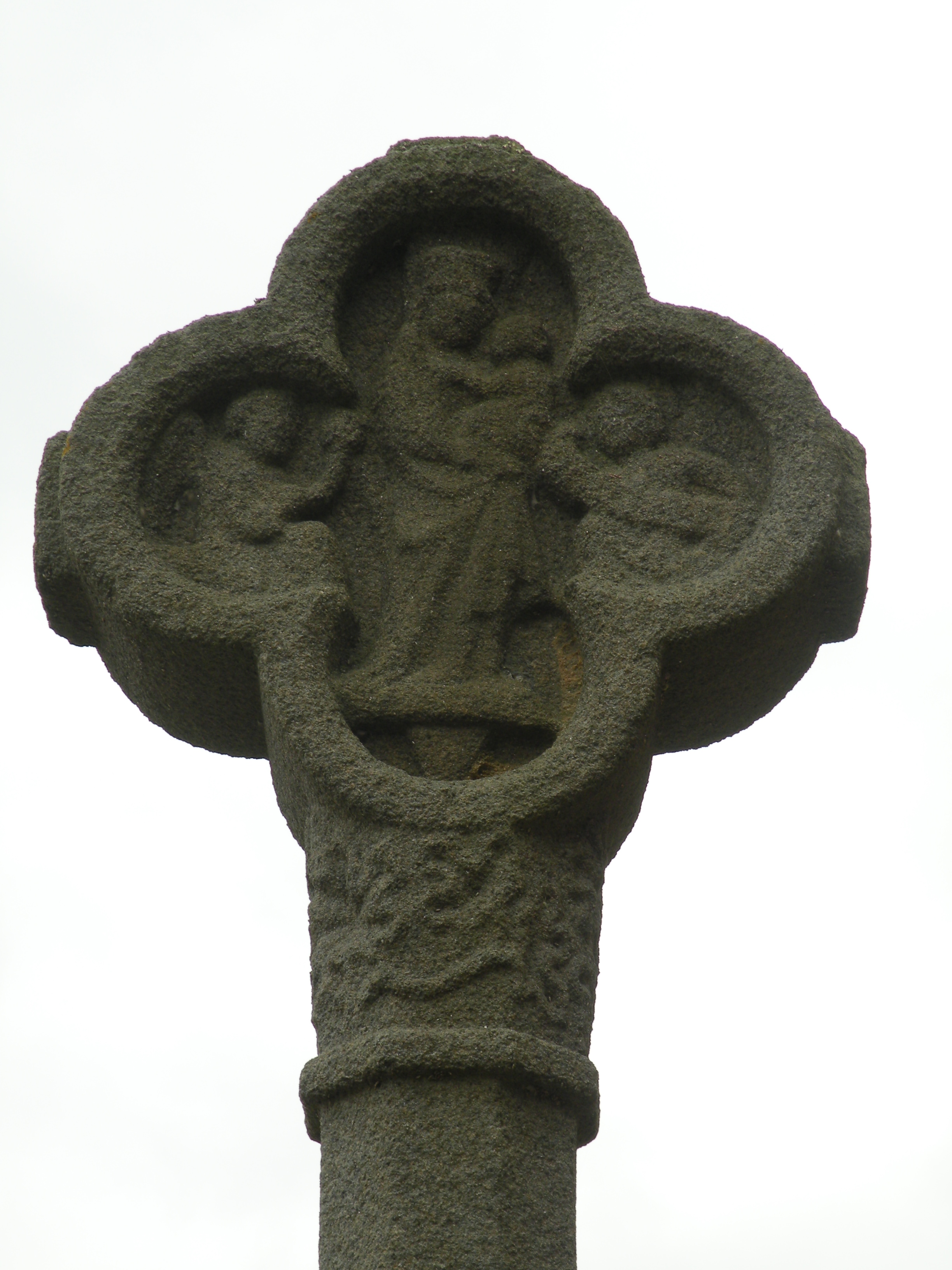
Côté est de la croix du XVe siècle.

- Le château des Lysardais : le château actuel a été construit en 1835 sur le site de l'ancien manoir de la Lysardais dont les ruines ont été conservées[97].

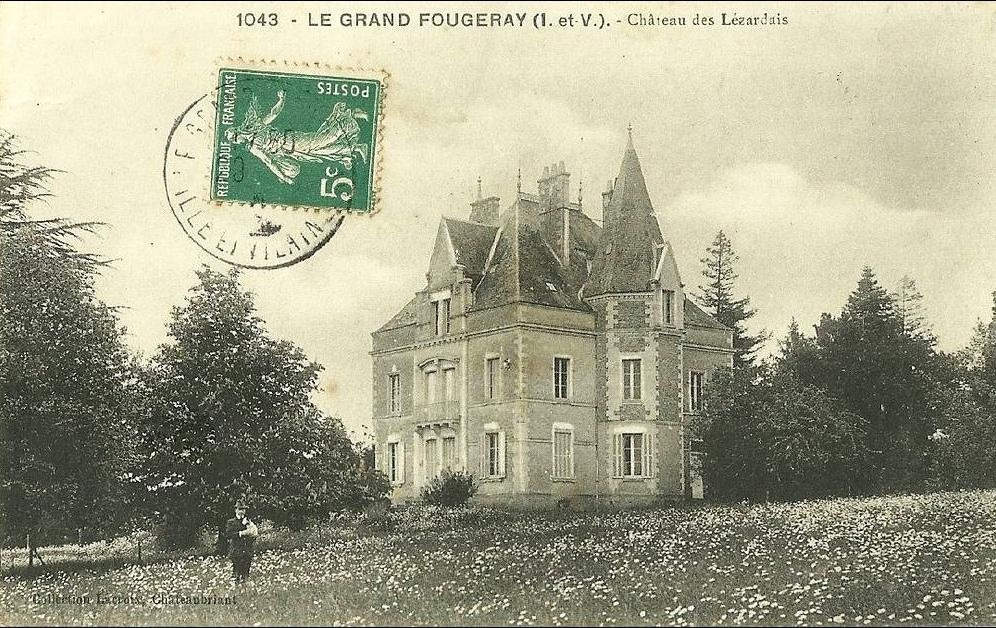
Grand-Fougeray ː le château des Lysardais au début du XXe siècle (carte postale). Il s'agit du nouveau château construit en 1865).

- Le château de la Chaumontelais [Chaumontelaye],construit entre 1844 et 1847 à l'emplacement d'un ancien manoir du XVIe siècle[98].

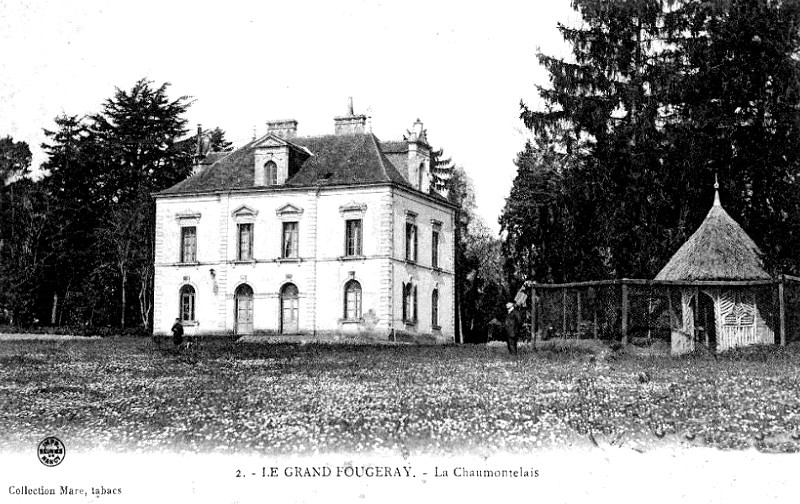
Grand-Fougeray ː le château de la Chaumontelais au début du XXe siècle (carte postale).

- Le manoir de Cahan[99] ; il date du XVIe siècle mais a été remanié et agrandi en 1833[100].
- La villa Méguinelle, de style Belle Époque.

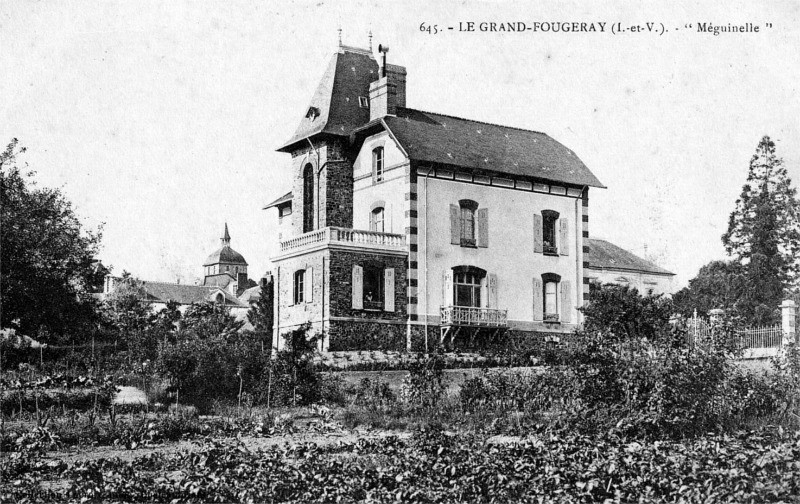
Grand-Fougeray ː la villa Méguinelle (style Belle Époque) au début du XXe siècle (carte postale).

La commune, particulièrement étendue, abrite de nombreux vestiges dans les différents villages.

## Enseignement
Deux écoles existent au Grand-Fougeray : l'Ecole Publique Gaston Tardif (8 classes en 2024) et l'École Privée Sainte-Anne (5 classes en 2024) ; elles scolarisent en tout environ 400 élèves vers 2024.

## Sports
- L'hippodrome de la Belle Étoile est le lieu de plusieurs courses hippiques chaque année[103].
- Club de football "Football-club Grand-Fougeray-Sainte-Anne"[104]

## Personnalités liées à la commune
- Jean de Rieux, maréchal de Bretagne, seigneur et propriétaire de la forteresse du Grand-Fougeray, favorable au roi d'Angleterre à la mort de Jean III de Bretagne en 1341.
- John Fitzalan (10e Baron d'Arundel), noble anglais décédé au Grand-Fougeray en 1533.
- Bertrand du Guesclin, qui a repris le château du Grand-Fougeray occupé par les Anglais, grâce à une ruse de guerre.
- François Dollier de Casson, historien de Montréal.
- La famille de Rougé, anciens propriétaires de la tour Du Guesclin.
- Picot de Peccaduc, (1767-1834) condisciple de l'empereur Napoléon Ier au collège militaire de Brienne-le-Chateau , contre-révolutionnaire qui servit comme officier dans les rangs autrichiens, est né dans la commune.
- Émile Goude (1870-1941), homme politique, député du Finistère de 1910 à 1936.
- L'amiral Schwerer, mort en son château de la Derre le 2 novembre 1936.

## Légende
- La bête de Pierric : à la fin du XVIIe siècle, Jean de Kerhœnt de Kergournadec, marquis de Coëtanfao[Note 17], époux d'Innocente-Catherine de Rougé, qui avait reçu en dot les seigneuries de Fougeray et de la Roche-Giffart, s'avéra être une sombre brute, multipliant les exactions et abusant notamment de deux jeunes villageoises qui passaient une passerelle sur la Chère, dénommée depuis Pont Gatoué ("Pont du crime"). L'accumulation de ses crimes fut telle qu'il fut convoqué pour être interrogé et préféra ordonner à son cocher de le tuer, celui-ci l'enterrant ensuite sous un chêne. Depuis, on assure qu'une bête inconnue rode la nuit entre Pierric et Fougeray et terrorise les voyageurs[105].